# Deutsche Leichtathletik-Meisterschaften 2018/Resultate

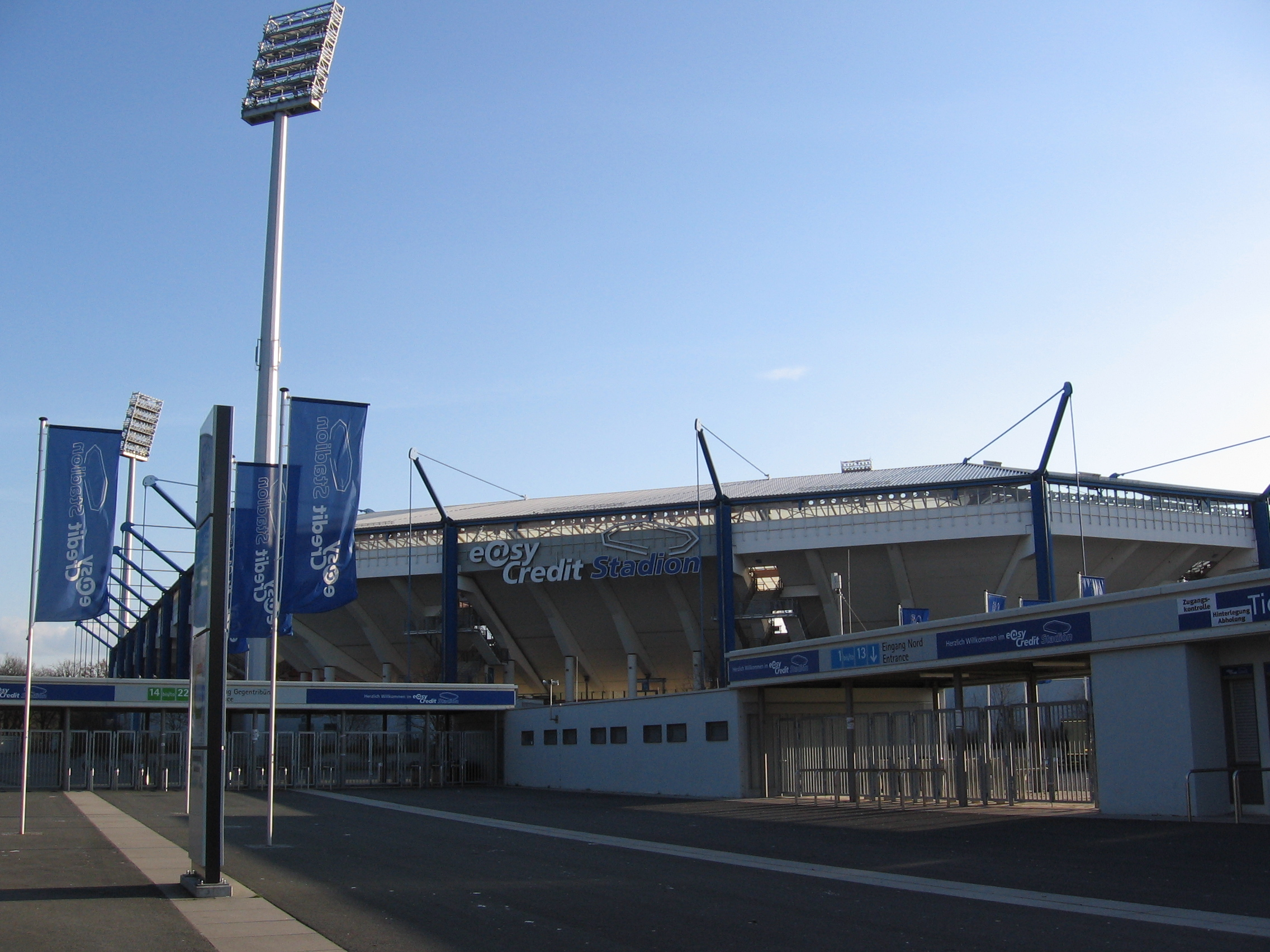
Stadion in Nürnberg – Außenansicht

Der Hauptteil der Wettbewerbe bei den 118. Deutschen Leichtathletik-Meisterschaften 2018 wurde am 21. und 22. Juli 2018 im Nürnberger Max-Morlock-Stadion ausgetragen.
In der hier vorliegenden Auflistung werden die in den verschiedenen Wettbewerben jeweils ersten acht platzierten Leichtathletinnen und Leichtathleten aufgeführt. Die Resultate der noch auszutragenden Wettbewerbe werden im Laufe der Saison nach und nach ergänzt.
Eine Übersicht mit den Medaillengewinnerinnen und -gewinnern sowie einigen Anmerkungen zu den Meisterschaften findet sich unter dem Link Deutsche Leichtathletik-Meisterschaften 2018.
Wie immer gibt es zahlreiche Disziplinen, die zu anderen Terminen an anderen Orten stattfanden – in den folgenden Übersichten jeweils konkret benannt.

## Meisterschaftsresultate Männer

### 100 m

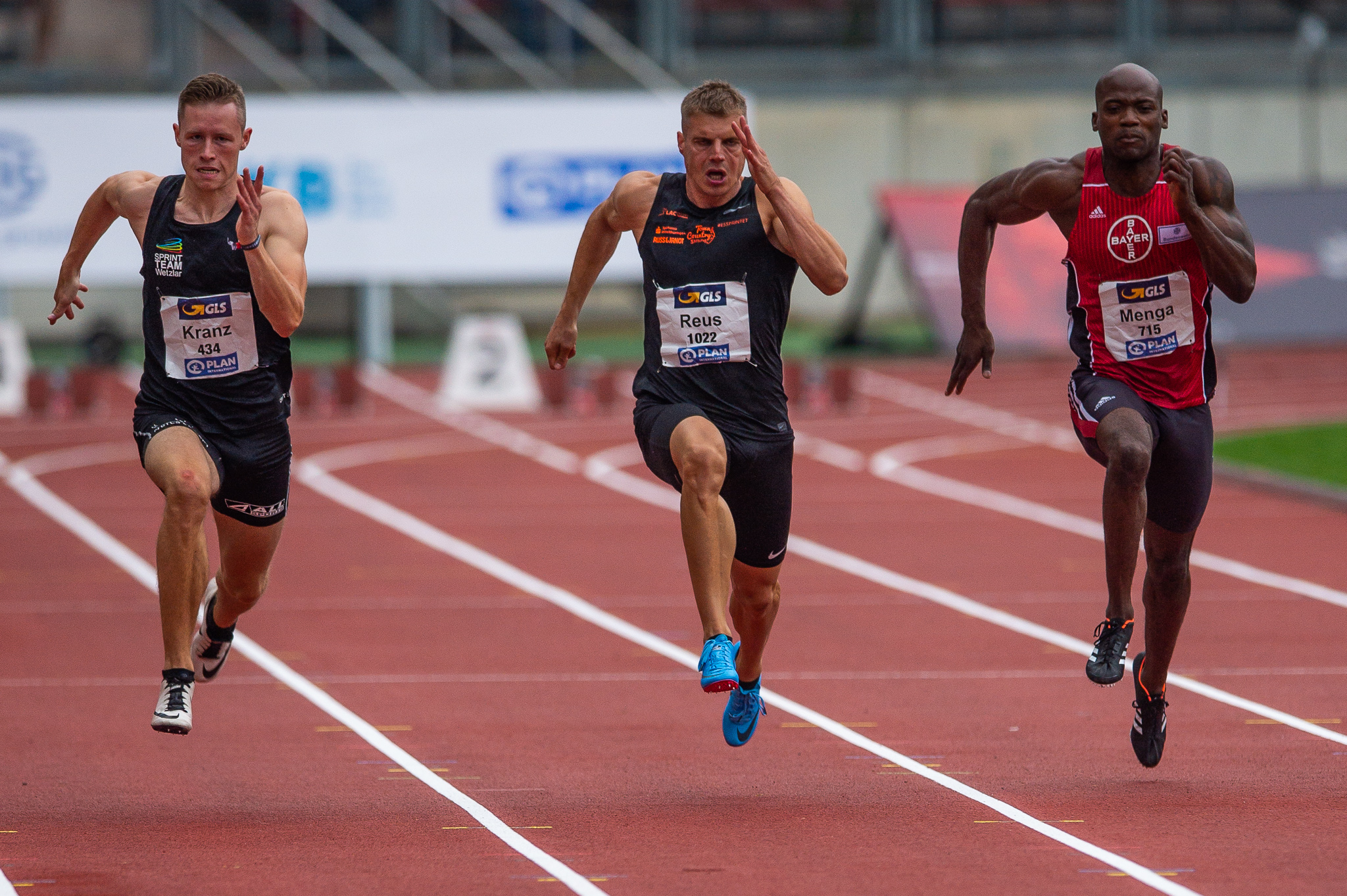
Wachablösung über 100 m?
Kevin Kranz diesmal vor Julian Reus

| Platz | Athlet, Verein                                 | Zeit (s) |
| ----- | ---------------------------------------------- | -------- |
| 1     | Kevin Kranz (Sprintteam Wetzlar)               | 10,28    |
| 2     | Julian Reus (Erfurter LAC)                     | 10,32    |
| 3     | Lucas Jakubczyk (SCC Berlin)                   | 10,37    |
| 4     | Michael Pohl (Sprintteam Wetzlar)              | 10,37    |
| 5     | Roy Schmidt (SC DHfK Leipzig)                  | 10,42    |
| 6     | Aleixo Platini Menga (TSV Bayer 04 Leverkusen) | 10,42    |
| 7     | Robert Hering (TV Wattenscheid 01)             | 10,47    |
| 8     | Alex Schaf (VfB Stuttgart)                     | 10,52    |

Datum: 21. Juli
Wind: +0,2 m/s

### 200 m
| Platz | Athlet, Verein                                 | Zeit (s) |
| ----- | ---------------------------------------------- | -------- |
| 1     | Robin Erewa (TV Wattenscheid 01)               | 20,63    |
| 2     | Steven Müller (LG Ovag Friedberg-Fauerbach)    | 20,76    |
| 3     | Kevin Ugo (TV Wattenscheid 01)                 | 20,89    |
| 4     | Kai Sparenberg (LG Brillux Münster)            | 21,06    |
| 5     | Michael Bryan (LC Rehlingen)                   | 21,07    |
| 6     | Jonas Kriesamer (MTG Mannheim)                 | 21,52    |
| DNS   | Aleixo Platini Menga (TSV Bayer 04 Leverkusen) |          |
| DSQ   | Maurice Huke (TV Wattenscheid 01)              |          |

Datum: 22. Juli
Wind: +0,9 m/s

### 400 m
| Platz | Athlet, Verein                         | Zeit (s) |
| ----- | -------------------------------------- | -------- |
| 1     | Johannes Trefz (LG Stadtwerke München) | 45,70    |
| 2     | Patrick Schneider (LAC Quelle Fürth)   | 45,82    |
| 3     | Fabian Dammermann (LG Osnabrück)       | 45,94    |
| 4     | Marvin Schlegel (LAC Erdgas Chemnitz)  | 45,95    |
| 5     | Torben Junker (LG Olympia Dortmund)    | 46,17    |
| 6     | Manuel Sanders (SC Preußen Münster)    | 46,45    |
| 7     | Tobias Lange (TSV Bayer 04 Leverkusen) | 46,99    |
| 8     | Maximilian Grupen (LV 90 Erzgebirge)   | 47,25    |

Datum: 22. Juli

### 800 m

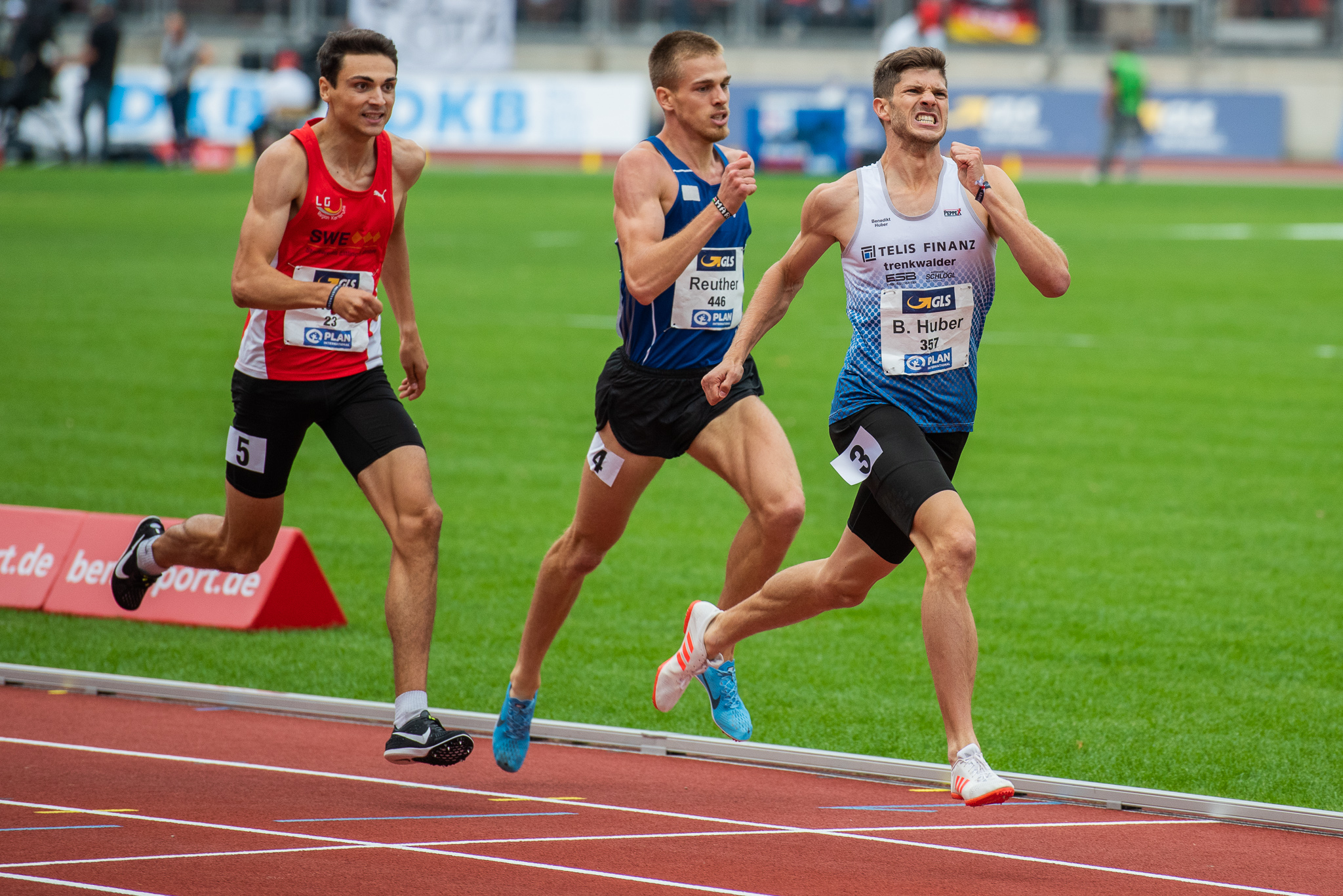
Schlussphase im 800-Meter-Lauf

| Platz | Athlet, Verein                              | Zeit (min) |
| ----- | ------------------------------------------- | ---------- |
| 1     | Benedikt Huber (LG Telis Finanz Regensburg) | 1:47,32    |
| 2     | Christoph Kessler (LG Region Karlsruhe)     | 1:47,60    |
| 3     | Marc Reuther (Wiesbadener LV)               | 1:47,70    |
| 4     | Jan Riedel (Dresdner SC)                    | 1:48,41    |
| 5     | Julius Lawnik (LG Braunschweig)             | 1:48,91    |
| 6     | Christian von Eitzen (LC Rehlingen)         | 1:49,12    |
| 7     | Constantin Schulz (LC Cottbus)              | 1:49,53    |
| 8     | Denis Bäuerle (LG farbtex Nordschwarzwald)  | 1:50,81    |

Datum: 22. Juli

### 1500 m

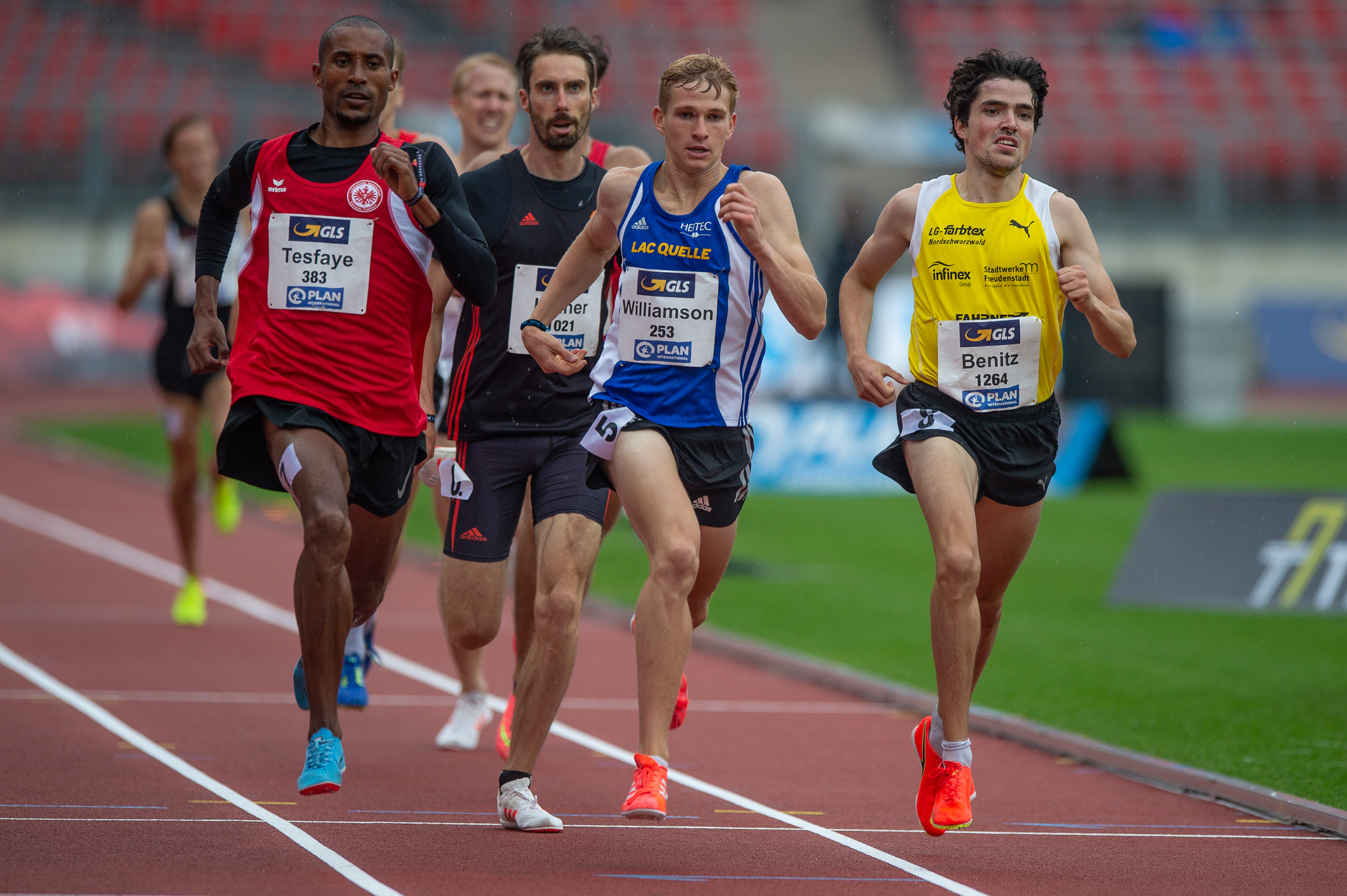
Timo Benitz setzte sich auch in diesem Jahr über 1500 Meter durch.

| Platz | Athlet, Verein                               | Zeit (min) |
| ----- | -------------------------------------------- | ---------- |
| 1     | Timo Benitz (LG farbtex Nordschwarzwald)     | 3:53,43    |
| 2     | Marius Probst (TV Wattenscheid 01)           | 3:53,47    |
| 3     | Homiyu Tesfaye (LG Eintracht Frankfurt)      | 3:53,53    |
| 4     | Lukas Abele (SSC Hanau-Rodenbach)            | 3:54,21    |
| 5     | Sebastian Keiner (Erfurter LAC)              | 3:54,78    |
| 6     | Jamie Williamson (LG Braunschweig)           | 3:54,83    |
| 7     | Maximilian Thorwirth (SFD 75 Düsseldorf-Süd) | 3:54,91    |
| 8     | Karl Bebendorf (Dresdner SC)                 | 3:55,01    |

Datum: 22. Juli

### 5000 m

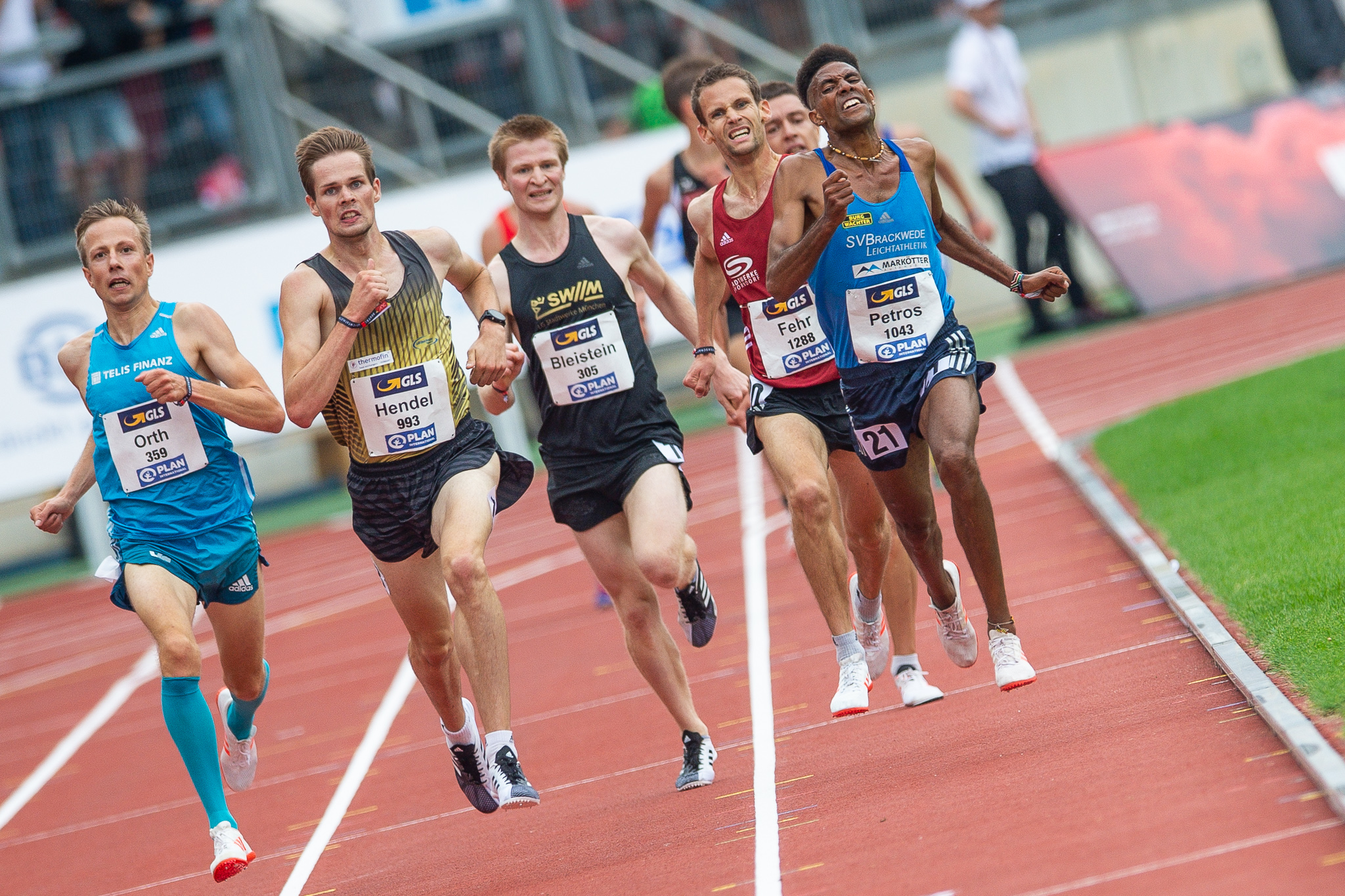
Am Schlussspurt über 5000 Meter waren noch zahlreiche Läufer mit im Rennen um den Sieg.

| Platz | Athlet, Verein                               | Zeit (min) |
| ----- | -------------------------------------------- | ---------- |
| 1     | Sebastian Hendel (LG Vogtland)               | 14:16,54   |
| 2     | Florian Orth (LG Telis Finanz Regensburg)    | 14:16,89   |
| 3     | Amanal Petros (SV Brackwede)                 | 14:16,96   |
| 4     | Clemens Bleistein (LG Stadtwerke München)    | 14:17,53   |
| 5     | Marcel Fehr (SG Schorndorf)                  | 14:17,83   |
| 6     | Philipp Reinhardt (Leichtathletik Club Jena) | 14:18,13   |
| 7     | Felix Rüger (SC DHfK Leipzig)                | 14:21,50   |
| 8     | Jannik Arbogast (LG Region Karlsruhe)        | 14:22,69   |

Datum: 22. Juli

### 10.000 m
| Platz | Athlet, Verein                               | Zeit (min) |
| ----- | -------------------------------------------- | ---------- |
| 1     | Sebastian Hendel (LG Vogtland)               | 29:13,64   |
| 2     | Simon Boch (LG Telis Finanz Regensburg)      | 29:24,95   |
| 3     | Florian Orth (LG Telis Finanz Regensburg)    | 29:29,09   |
| 4     | Tobias Schreindl (LG Passau)                 | 29:58,94   |
| 5     | Elias Schreml (LG Olympia Dortmund)          | 30:38,73   |
| 6     | David Valentin (LG Olympia Dortmund)         | 30:41,58   |
| 7     | Moritz Beinlich (LG Telis Finanz Regensburg) | 30:42,38   |
| 8     | Kidane Tewolde (LG Olympia Dortmund)         | 30:58,48   |

Datum: 12. Mai
fand in Pliezhausen statt

### 10-km-Straßenlauf
| Platz | Athlet, Verein                                  | Zeit (min) |
| ----- | ----------------------------------------------- | ---------- |
| 1     | Jannik Arbogast (LG Region Karlsruhe)           | 29:24      |
| 2     | Samuel Fitwi Sibhatu (LG Vulkaneifel)           | 29:27      |
| 3     | Florian Orth (LG Telis Finanz Regensburg)       | 29:29      |
| 4     | Tobias Blum (LC Rehlingen)                      | 29:32      |
| 5     | Simon Boch (LG Telis Finanz Regensburg)         | 29:48      |
| 6     | Thorben Dietz (LG Filstal)                      | 29:51      |
| 7     | Tim Ramdane Cherif (LG Telis Finanz Regensburg) | 30:03      |
| 8     | Karl Junghannß (Erfurter LAC)                   | 30:10      |

Datum: 2. September
fand in Bremen statt

### 10-km-Straßenlauf, Mannschaftswertung
| Platz | Verein, Besetzung                                                                            | Zeit (h) |
| ----- | -------------------------------------------------------------------------------------------- | -------- |
| 1     | LG Telis Finanz Regensburg I (Florian Orth, Simon Boch, Tim Ramdane Cherif)                  | 1:29:20  |
| 2     | LG Telis Finanz Regensburg II (Moritz Beinlich, Kevin Key, Erik Hille)                       | 1:30:54  |
| 3     | LG Olympia Dortmund (Fabian Dillenhöfer, David Valentin, Leif Gunkel)                        | 1:33:34  |
| 4     | SG TSV Kronshagen / Kieler TB (Steffen Uliczka, Lars Christian Schwalm, Vilmos Tomaschewski) | 1:33:54  |
| 5     | LG Region Karlsruhe (Jannik Arbogast, Christoph Wallner, Joshua Klein)                       | 1:34:35  |
| 6     | Hannover Athletics (René Menzel, Raoul Jankowski, Christian Wiese)                           | 1:34:53  |
| 7     | TV Konstanz (Florian Röser, Paul Snehotta, Luca Völkle)                                      | 1:35:32  |
| 8     | TSV Schott Mainz (Tobias Riker, Patrick Berlejung, Erik Barzen)                              | 1:36:04  |

Datum: 2. September
fand in Bremen statt

### Halbmarathon
| Platz | Athlet, Verein                        | Zeit (h) |
| ----- | ------------------------------------- | -------- |
| 1     | Karsten Meier (LG Braunschweig)       | 1:05:23  |
| 2     | Jens Nerkamp (PSV Grün-Weiß Kassel)   | 1:05:27  |
| 3     | Philipp Baar (ART Düsseldorf)         | 1:05:49  |
| 4     | Tom Gröschel (TC FIKO Rostock)        | 1:06:21  |
| 5     | Tobias Schreindl (LG Passau)          | 1:06:29  |
| 6     | Hendrik Pfeiffer (TV Wattenscheid 01) | 1:06:59  |
| 7     | Mario Wernsdörfer (LG Bamberg)        | 1:07:10  |
| 8     | Timo Göhler (LAV Stadtwerke Tübingen) | 1:07:17  |

Datum: 8. April
fand in Hannover statt

### Halbmarathon, Mannschaftswertung
| Platz | Verein, Besetzung                                                             | Zeit (h) |
| ----- | ----------------------------------------------------------------------------- | -------- |
| 1     | ART Düsseldorf (Philipp Baar, Paul Schmidt, Andreas Straßner)                 | 3:21:34  |
| 2     | TV Wattenscheid 01 (Hendrik Pfeiffer, Julius Scherr, Christoph Uphues)        | 3:23:22  |
| 3     | LAV Stadtwerke Tübingen (Timo Göhler, Lorenz Baum, Peter Obenauer)            | 3:25:12  |
| 4     | LG Olympia Dortmund (Patric Meinike, David Valentin, Leif Gunkel)             | 3:27:58  |
| 5     | LG Telis Finanz Regensburg (Moritz Beinlich, Kevin Key, Simon Boch)           | 3:28:23  |
| 6     | PSV Grün-Weiß Kassel (Jens Nerkamp, Philipp Stuckhardt, Leonardo Ortolano)    | 3:30:50  |
| 7     | Hannover Athletics (Raoul Jankowski, Christian Wiese, Christian Schlamelcher) | 3:35:31  |
| 8     | LG Region Karlsruhe (Lucas Bittigkoffer, Karsten Müller, Stefan Fritz)        | 3:39:47  |

Datum: 8. April
fand in Hannover statt

### Marathonlauf
| Platz | Athlet, Verein                                  | Zeit (h) |
| ----- | ----------------------------------------------- | -------- |
| 1     | Tom Gröschel (TC FIKO Rostock)                  | 2:15:20  |
| 2     | Sebastian Reinwand (ART Düsseldorf)             | 2:15:27  |
| 3     | Marcus Schöfisch (lauftraining.com)             | 2:15:59  |
| 4     | Philipp Baar (ART Düsseldorf)                   | 2:16:17  |
| 5     | Karsten Meier (LG Braunschweig)                 | 2:16:26  |
| 6     | Jens Nerkamp (PSV Grün-Weiß Kassel)             | 2:17:18  |
| 7     | Steffen Uliczka (SG TSV Kronshagen / Kieler TB) | 2:19:17  |
| 8     | Andreas Straßner (ART Düsseldorf)               | 2:19:38  |

Datum: 29. April

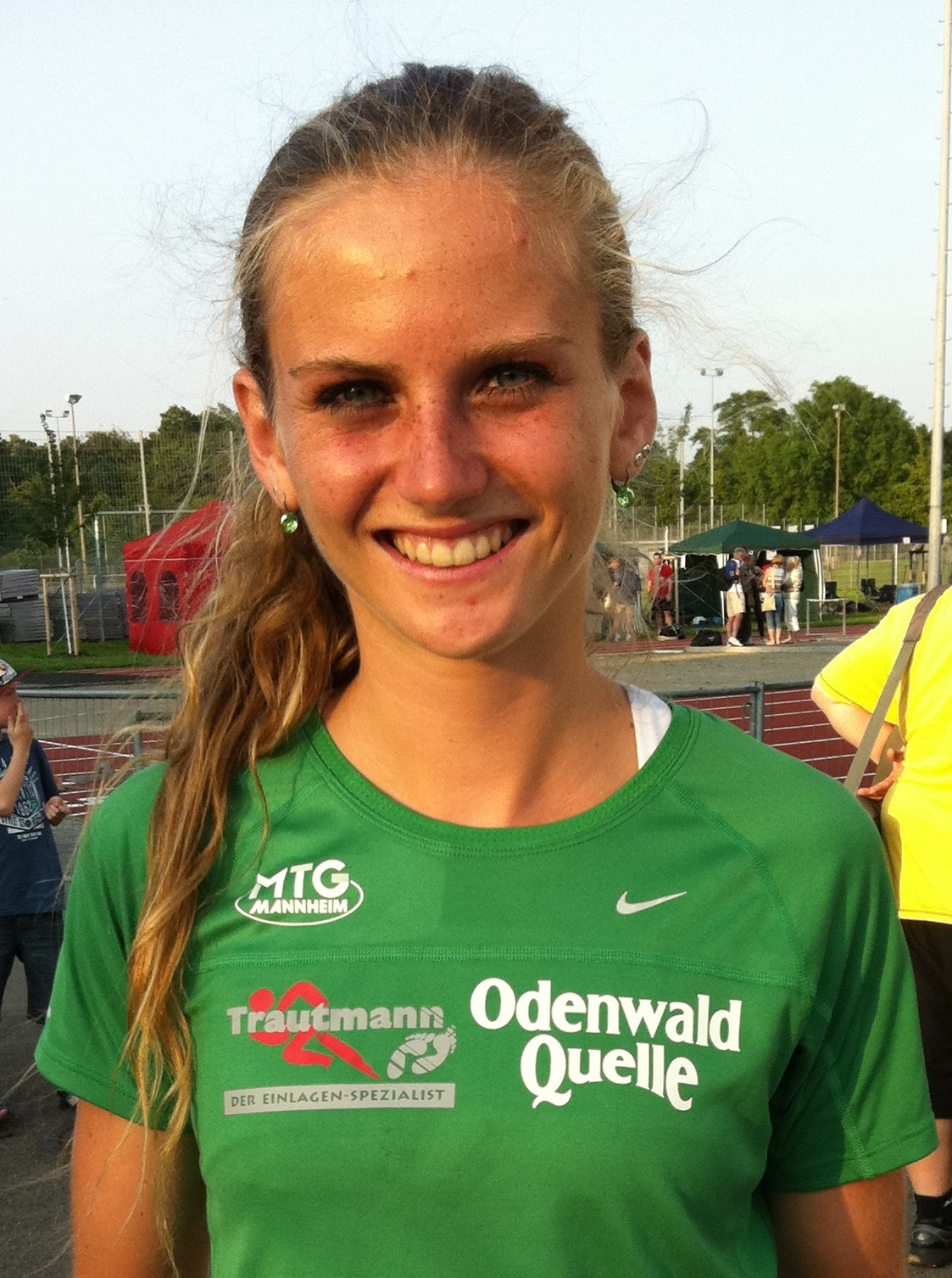
Deutsche Marathonmeisterin Fabienne Amrhein

fand im Rahmen des Düsseldorf-Marathons statt

### Marathonlauf, Mannschaftswertung
| Platz | Verein, Besetzung                                                        | Zeit (h) |
| ----- | ------------------------------------------------------------------------ | -------- |
| 1     | ART Düsseldorf (Sebastian Reinwand, Philipp Baar, Andreas Straßner)      | 6:51:22  |
| 2     | LSF Münster I (David Schönherr, Yannick Rinne, Sven Serke)               | 7:32:53  |
| 3     | PSV Grün-Weiß Kassel (Jens Nerkamp, Nikolaj Dorka, Daniel Ghebreselasie) | 7:54:29  |
| 4     | LAZ Puma Rhein-Sieg (Jens Röskens, Torsten Schneider, René Göldner)      | 7:58:48  |
| 5     | LSF Münster II (Manuel Glöckner, Simon Von Martial, Henrik Hooge)        | 8:07:15  |
| 6     | Spiridon Frankfurt (Martin Haubold, Markus Heidl, Johannes Jarke-Neuert) | 8:10:38  |
| 7     | LG Bamberg (Mario Wernsdörfer, Jan Heusinger, Alexander Kurz)            | 8:11:38  |
| 8     | Rhein-Berg Runners (Martin Koller, Thomas Sambale, Frank Schröder)       | 8:11:55  |

Datum: 29. April
fand im Rahmen des Düsseldorf-Marathons statt

### 100-km-Straßenlauf
| Platz | Athlet, Verein                              | Zeit (h) |
| ----- | ------------------------------------------- | -------- |
| 1     | Alexander Dautel (LG Nord Berlin Ultrateam) | 7:01:05  |
| 2     | Gerrit Wegener (Die Laufpartner)            | 7:03:57  |
| 3     | Christoph Lux (TG Viktoria Augsburg)        | 7:33:17  |
| 4     | Marcel Leuze (Turnerbund Hamburg-Eilbeck)   | 7:42:27  |
| 5     | Thore Göbel (LSG Schwarzwaldmarathon)       | 7:43:17  |
| 6     | Christian Jakob (SV Schwindegg)             | 7:51:16  |
| 7     | Ruben Welsch (LC Eschenburg)                | 7:54:17  |
| 8     | Gregor Scharf (TV Hergershausen)            | 7:57:07  |

Datum: 10. März
fand in Rheine statt

### 100-km-Straßenlauf, Mannschaftswertung
| Platz | Verein, Besetzung                                                         | Zeit (h) |
| ----- | ------------------------------------------------------------------------- | -------- |
| 1     | LG Nord Berlin Ultrateam (Alexander Dautel, Benjamin Brade, Stefan Thoms) | 24:20:41 |
| 2     | LG Ultralauf I (Markus Meinke, Hans-Dieter Jancker, Georg Kirsch)         | 26:49:55 |
| 3     | LG Ultralauf II (Volker Greis, Roland Krauss, Martin R. Kurz)             | 28:30:28 |
| 4     | Team Icehouse (Hans Eichmüller, Frank Burger, Rüdiger Burger)             | 28:40:16 |
| 5     | LG Ultralauf III (Klaus Haake, Peter Hübner, Dirk Minnebusch)             | 29:22:11 |
| 6     | LG Ultralauf IV (Domenico Krämer, Andreas Fölting, Konrad Vogl)           | 30:47:38 |
| 7     | LG Mauerweg Berlin (Thomas Müller, Jörn Künstner, Steffen Sens)           | 31:19:35 |
| 8     | LG Ultralauf V (Guido Piehlmeier, Alex Hertzel, Helmut Schöne)            | 32:21:33 |

Datum: 10. März
fand in Rheine statt

### 110 m Hürden
| Platz | Athlet, Verein                                   | Zeit (s) |
| ----- | ------------------------------------------------ | -------- |
| 1     | Gregor Traber (LAV Stadtwerke Tübingen)          | 13,37    |
| 2     | Erik Balnuweit (TV Wattenscheid 01)              | 13,52    |
| 3     | Maximilian Bayer (MTV 1881 Ingolstadt)           | 13,77    |
| 4     | Martin Vogel (LAC Erdgas Chemnitz)               | 13,84    |
| 5     | Alexander John (SC DHfK Leipzig)                 | 13,88    |
| 6     | Julian Marquardt (SV Halle)                      | 14,02    |
| 7     | Stefan Volzer (VfB Stuttgart)                    | 14,15    |
| 8     | René Jonathan Mählmann (LAZ Saar 05 Saarbrücken) | 14,23    |

Datum: 21. Juli
Wind: −1,2 m/s

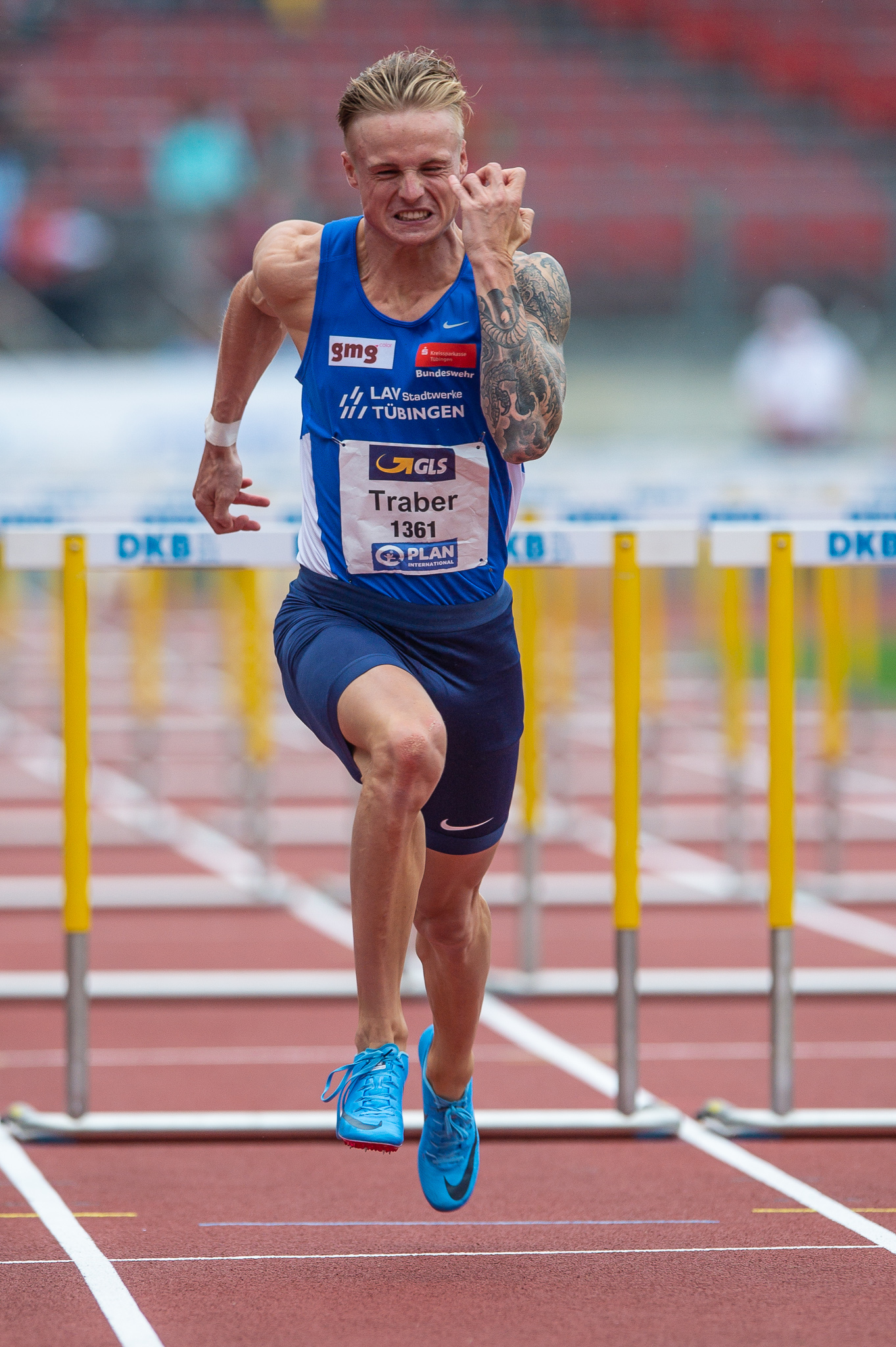

Gregor Traber (Foto rechts) zeigte sich bei diesen Meisterschaften von seiner besten Seite.

### 400 m Hürden

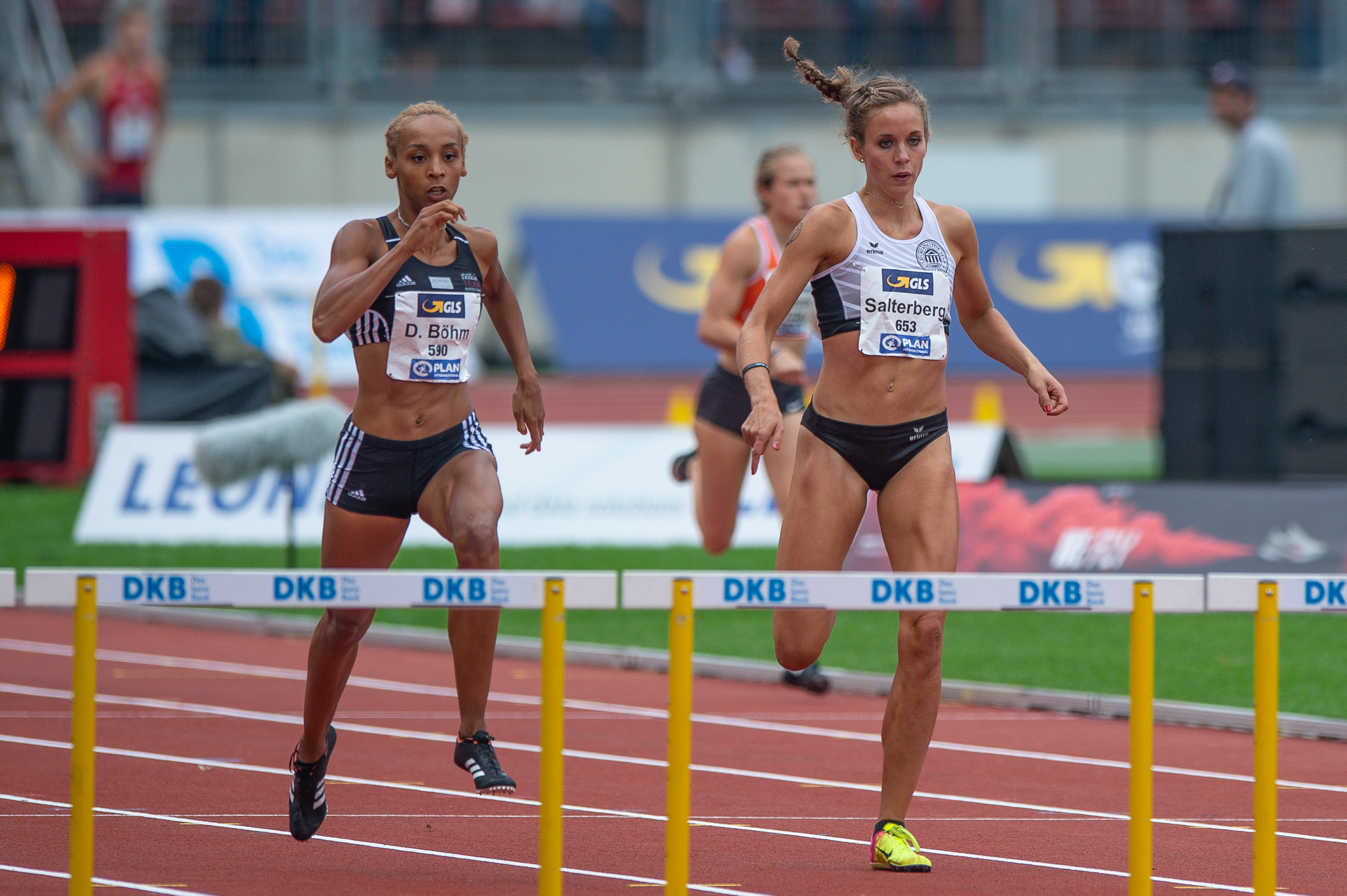
Christine Salterberg – hier schon vorn – wurde Deutsche Meisterin über 400 Meter Hürden.

| Platz | Athlet, Verein                                | Zeit (s) |
| ----- | --------------------------------------------- | -------- |
| 1     | Luke Campbell (LG Eintracht Frankfurt)        | 50,31    |
| 2     | Constantin Preis (VfL Sindelfingen)           | 50,74    |
| 3     | Joshua Abuaku (LG Eintracht Frankfurt)        | 51,25    |
| 4     | Tobias Giehl (LG Stadtwerke München)          | 51,48    |
| 5     | Michael Adolf (LG Stadtwerke München)         | 51,86    |
| 6     | Nils Weispfennig (TSV Bayer 04 Leverkusen)    | 52,80    |
| 7     | Henry Vißer (LAZ Rhede)                       | 52,87    |
| 8     | Christian von Wrede (TSV Bayer 04 Leverkusen) | 53,01    |

Datum: 22. Juli

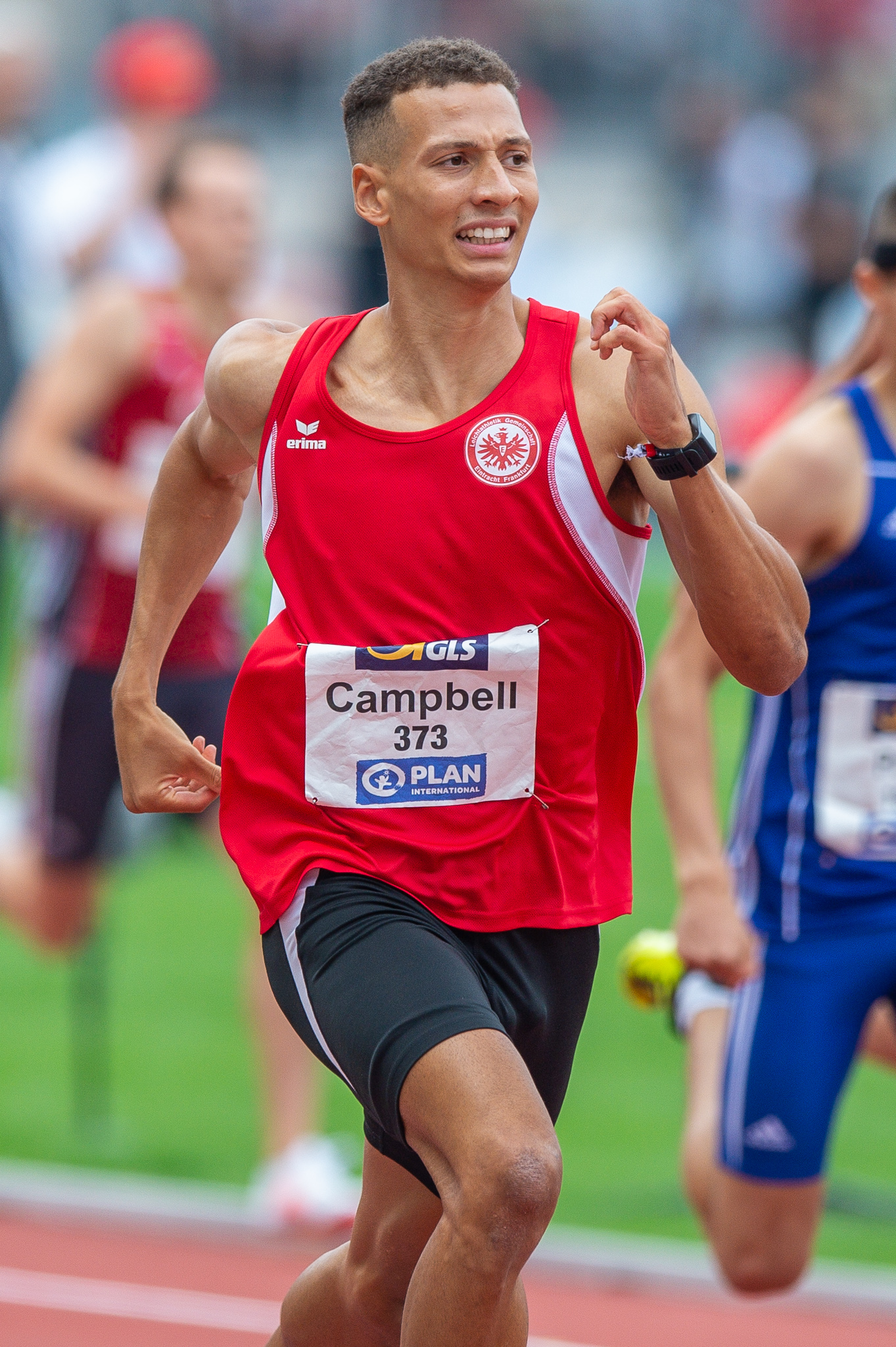

Luke Campbell (Foto rechts) verteidigte seinen Titel aus dem Vorjahr.

### 3000 m Hindernis
| Platz | Athlet, Verein                          | Zeit (min) |
| ----- | --------------------------------------- | ---------- |
| 1     | Martin Grau (LSC Höchstadt/Aisch)       | 8:33,90    |
| 2     | Patrick Karl (TV Ochsenfurt)            | 8:41,22    |
| 3     | Fabian Clarkson (SCC Berlin)            | 8:41,50    |
| 4     | Konstantin Wedel (LAC Quelle Fürth)     | 8:43,04    |
| 5     | Lennart Mesecke (LG Nord Berlin)        | 8:48,20    |
| 6     | Johannes Motschmann (LG Nord Berlin)    | 8:48,39    |
| 7     | Robert Baumann (LG Eintracht Frankfurt) | 8:50,25    |
| 8     | Niklas Buchholz (LSC Höchstadt/Aisch)   | 8:52,52    |

Datum: 21. Juli

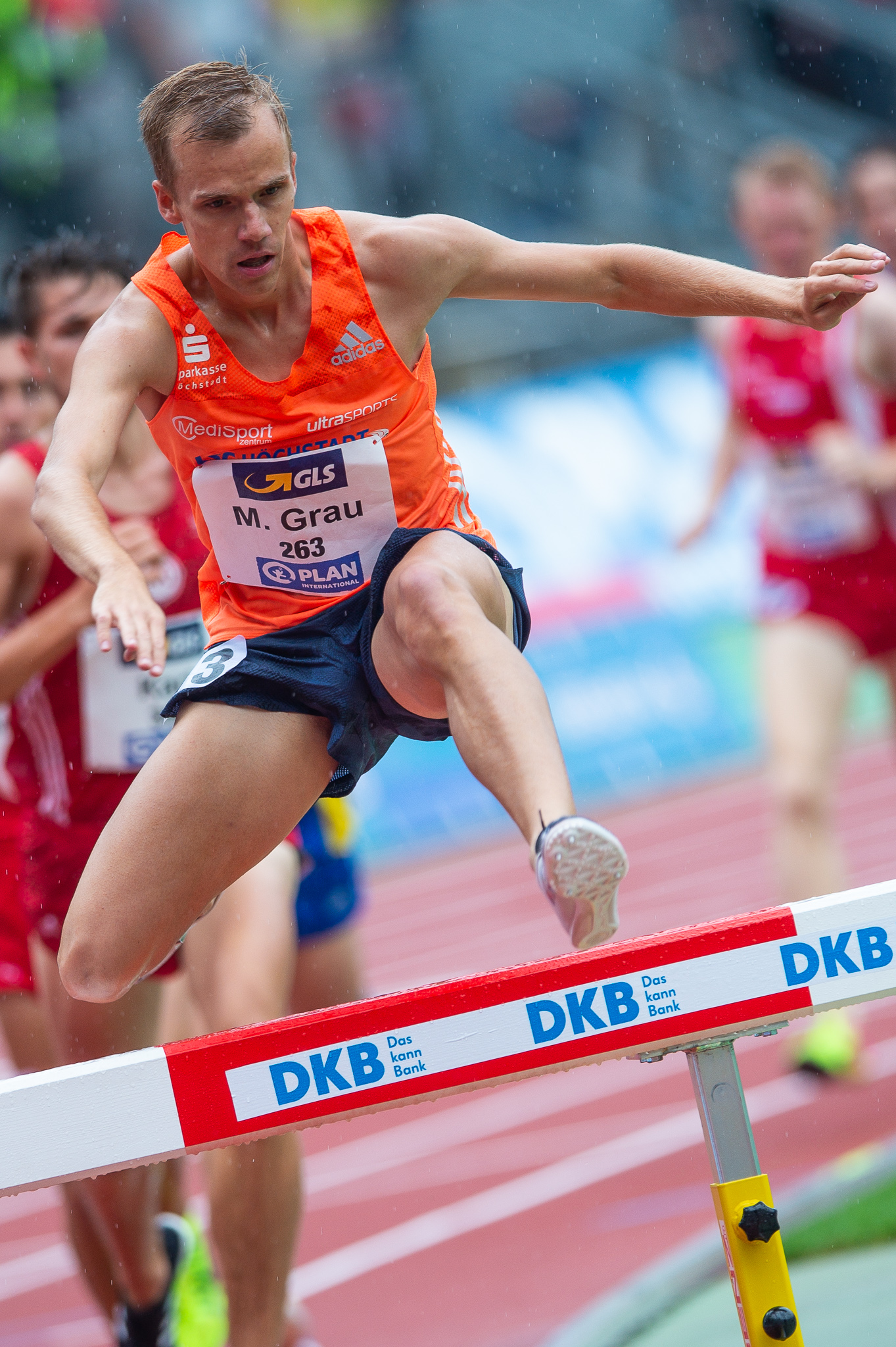

Martin Grau (Foto rechts) – klarer Sieger über 3000 m Hindernis

### 4 × 100 m Staffel
| Platz | Verein, Besetzung                                                                           | Zeit (s) |
| ----- | ------------------------------------------------------------------------------------------- | -------- |
| 1     | TV Wattenscheid 01 I (Philipp Trutenat, Robin Erewa, Maurice Huke, Robert Hering)           | 38,79    |
| 2     | SC DHfK Leipzig (Ole Werner, Niels Torben Giese, Roy Schmidt, Marvin Schulte)               | 39,47    |
| 3     | TV Wattenscheid 01 II (Noel-Philippe Fiener, Kevin Ugo, Alexander Kosenkow, Erik Balnuweit) | 39,78    |
| 4     | LG Rhein-Wied (Rainer Macamo, Hendrik Reinhard, Pascal Kirstges, Daniel Roos)               | 40,49    |
| 5     | VfL Sindelfingen (Carsten Theurer, Johannes Wiesner, P. Saile, E. Stubicane)                | 40,60    |
| 6     | LT DSHS Köln (Philipp Blümel, Felix Thurn, Florian Weeke, Luca Willmann)                    | 40,61    |
| 7     | LG Kindelsberg Kreuztal (Luis Vieweg, Gassimou Kake, Philipp Menn, Sebastian Schürmann)     | 40,80    |
| 8     | LG Brillux Münster (Markus Greufe, Kai Sparenberg, Jan Vogt, Justus Hilling)                | 40,96    |

Datum: 22. Juli
Die Reihenfolge dieser Staffel wurde mittels dreier Zeitendläufe ermittelt.

### 4 × 400 m Staffel
| Platz | Verein, Besetzung                                                                        | Zeit (min) |
| ----- | ---------------------------------------------------------------------------------------- | ---------- |
| 1     | LG Stadtwerke München (Benedikt Wiesend, Tobias Giehl, Arne Leppelsack, Johannes Trefz)  | 3:08,99    |
| 2     | VfL Sindelfingen (Yannik Frers, Erik Franz, Yannic Krings, Constantin Preis)             | 3:12,07    |
| 3     | SSV Ulm 1846 (Philipp Kleemann, Fynn Zenker, Tim Nowak, Arthur Abele)                    | 3:12,09    |
| 4     | StG Chemnitz Erzgebirge (Marvin Schlegel, P. Elger, W. Stollhoff, Maximilian Grupen)     | 3:12,24    |
| 5     | LAC Quelle Fürth (M. Grüttner, J. Williamson, C. Löffelmann, Patrick Schneider)          | 3:14,17    |
| 6     | TSV Bayer 04 Leverkusen (Tobias Lange, Luca Wolf, Nils Weispfennig, Christian von Wrede) | 3:14,17    |
| 7     | Hannover 96 (K. Szybiak, A. Juretzko, J. Rehbein, A. Gladitz)                            | 3:14,32    |
| 8     | Schlüchtern-Flieden-Oberts (Eric Herbert, Aleksi Rösler, Jaakkima Rösler, S. Zentgraf)   | 3:14,33    |

Datum: 22. Juli
Die Reihenfolge dieser Staffel wurde mittels zweier Zeitendläufe ermittelt.

### 3 × 1000 m Staffel
| Platz | Verein, Besetzung                                                           | Zeit (min) |
| ----- | --------------------------------------------------------------------------- | ---------- |
| 1     | LG farbtex Nordschwarzwald (Hendrik Engel, Denis Bäuerle, Timo Benitz)      | 7:14,82    |
| 2     | StG Erfurt-Jena (Tobias Rex, Philipp Reinhardt, Sebastian Keiner)           | 7:15,02    |
| 3     | LG Braunschweig (Andreas Lange, Viktor Kuk, Julius Lawnik)                  | 7:15,39    |
| 4     | LG Region Karlsruhe (Christoph Uhl, Wammetsberger Felix, Kessler Christoph) | 7:16,00    |
| 5     | LSC Höchstadt/Aisch (Marco Kürzdörfer, Niklas Buchholz, Martin Grau)        | 7:16,11    |
| 6     | LAC Quelle Fürth (Dario Tippmann, Dennis Gerhard, Jamie Williamson)         | 7:16,40    |
| 7     | TV Wattenscheid 01 (Jan Hense, Jonas Beverungen, Marius Probst)             | 7:16,86    |
| 8     | SSC Hanau-Rodenbach (Aaron Bienenfeld, Marius Abele, Lukas Abele)           | 7:17,89    |

Datum: 29. Juli
fand in Rostock im Rahmen der Deutschen Jugendmeisterschaften statt.

### 10.000-m-Bahngehen
Die eigentlich für den 3. Juni vorgesehene Austragung des Bahngehens entfiel in diesem Jahr, weil sich kein Ausrichter fand.

### 20-km-Straßengehen

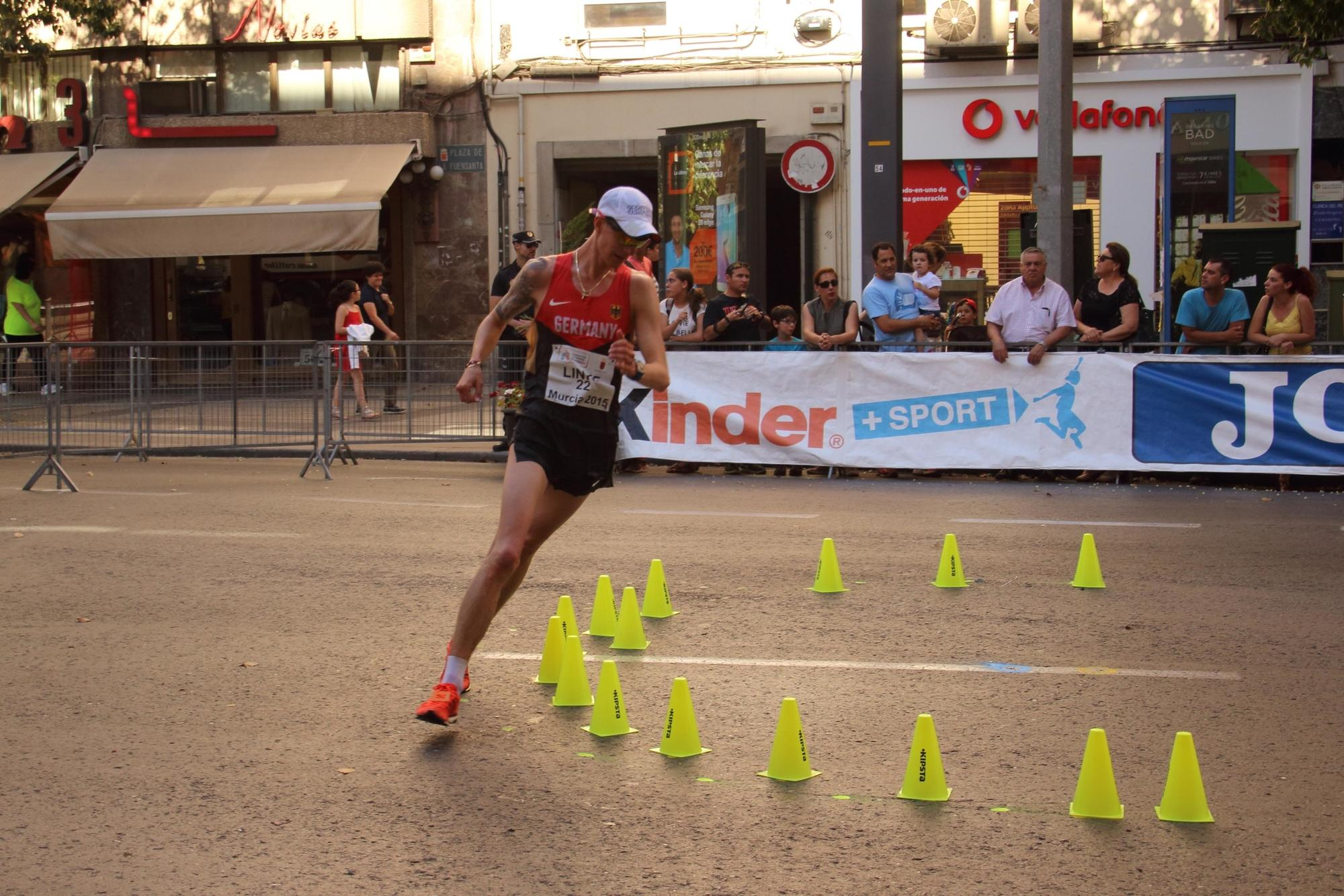
Sieger im 20-km-Gehen: Christopher Linke

| Platz | Athlet, Verein                             | Zeit (h) |
| ----- | ------------------------------------------ | -------- |
| 1     | Christopher Linke (SC Potsdam)             | 1:20:40  |
| 2     | Hagen Pohle (SC Potsdam)                   | 1:21:41  |
| 3     | Karl Junghannß (Erfurter LAC)              | 1:22:51  |
| 4     | Nils Brembach (SC Potsdam)                 | 1:23:18  |
| 5     | Carl Dohmann (SCL Heel Baden-Baden)        | 1:23:57  |
| 6     | Nathaniel Seiler (TV Bühlertal)            | 1:25:02  |
| 7     | Andreas Janker (LG Röthenbach/Pegnitz)     | 1:27:01  |
| 8     | Francesco-Marco Tommasino (LG Nord Berlin) | 1:36:10  |

Datum: 14. April
fand in Naumburg statt

### 20-km-Straßengehen, Mannschaftswertung
| Platz | Verein, Besetzung                                                 | Zeit (h) |
| ----- | ----------------------------------------------------------------- | -------- |
| 1     | SC Potsdam (Christopher Linke, Hagen Pohle, Nils Brembach)        | 4:05:39  |
| 2     | TV Bühlertal (Nathaniel Seiler, Denis Franke, Georg Hauger)       | 5:09:49  |
| 3     | SV Breitenbrunn (Steffen Meyer, Nischan Daimer, Joachim Maier)    | 5:35:48  |
| 4     | Polizei SV Berlin (Uwe Tolle, Bernd Ocker Hölters, Günter Evertz) | 6:47:22  |

Datum: 14. April
fand in Naumburg statt
nur vier Mannschaften in der Wertung

### 50-km-Straßengehen
| Platz | Athlet, Verein                     | Zeit (h) |
| ----- | ---------------------------------- | -------- |
| 1     | Jonathan Hilbert (LG Ohra Energie) | 3:51:22  |
| 2     | Denis Franke (TV Bühlertal)        | 5:11:26  |

Datum: 14. Oktober
fand in Aschersleben statt
nur zwei Teilnehmer am Start

### Hochsprung
| Platz | Athlet, Verein                              | Höhe (m) |
| ----- | ------------------------------------------- | -------- |
| 1     | Mateusz Przybylko (TSV Bayer 04 Leverkusen) | 2,31     |
| 2     | Tobias Potye (LG Stadtwerke München)        | 2,22     |
| 3     | Bastian Rudolf (Dresdner SC)                | 2,19     |
| 4     | Jonas Wagner (Dresdner SC)                  | 2,15     |
| 5     | Torsten Sanders (TSV Bayer 04 Leverkusen)   | 2,15     |
| 6     | Alexander Heidu (ABC Ludwigshafen)          | 2,10     |
| 7     | Martin Günther (VfB Stuttgart)              | 2,05     |
| 7     | Justin Klanderman (LT DSHS Köln)            | 2,05     |

Datum: 22. Juli

### Stabhochsprung

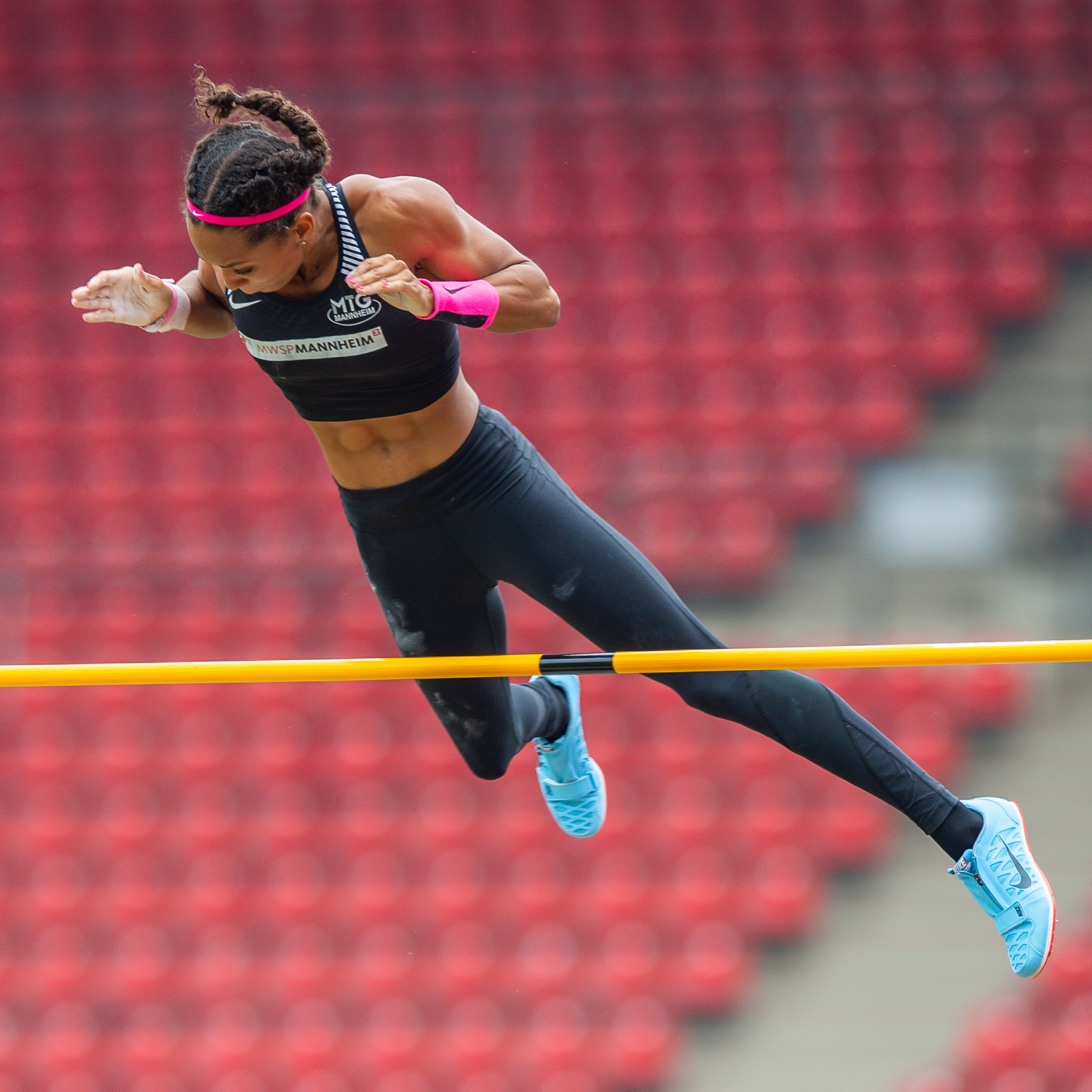
Nachwuchsspringerin Jacqueline Otchere gewann den Stabhochsprung

| Platz | Athlet, Verein                                 | Höhe (m) |
| ----- | ---------------------------------------------- | -------- |
| 1     | Bo Kanda Lita Baehre (TSV Bayer 04 Leverkusen) | 5,50     |
| 2     | Torben Laidig (LAV Stadtwerke Tübingen)        | 5,40     |
| 3     | Jakob Köhler-Baumann (LG Filstal)              | 5,40     |
| 3     | Daniel Clemens (LAZ Zweibrücken)               | 5,40     |
| 5     | Karsten Dilla (TSV Bayer 04 Leverkusen)        | 5,40     |
| 6     | Torben Blech (TSV Bayer 04 Leverkusen)         | 5,30     |
| 7     | Tobias Scherbarth (TSV Bayer 04 Leverkusen)    | 5,30     |
| 8     | Julian Otchere (MTG Mannheim)                  | 5,30     |

Datum: 21. Juli

### Weitsprung

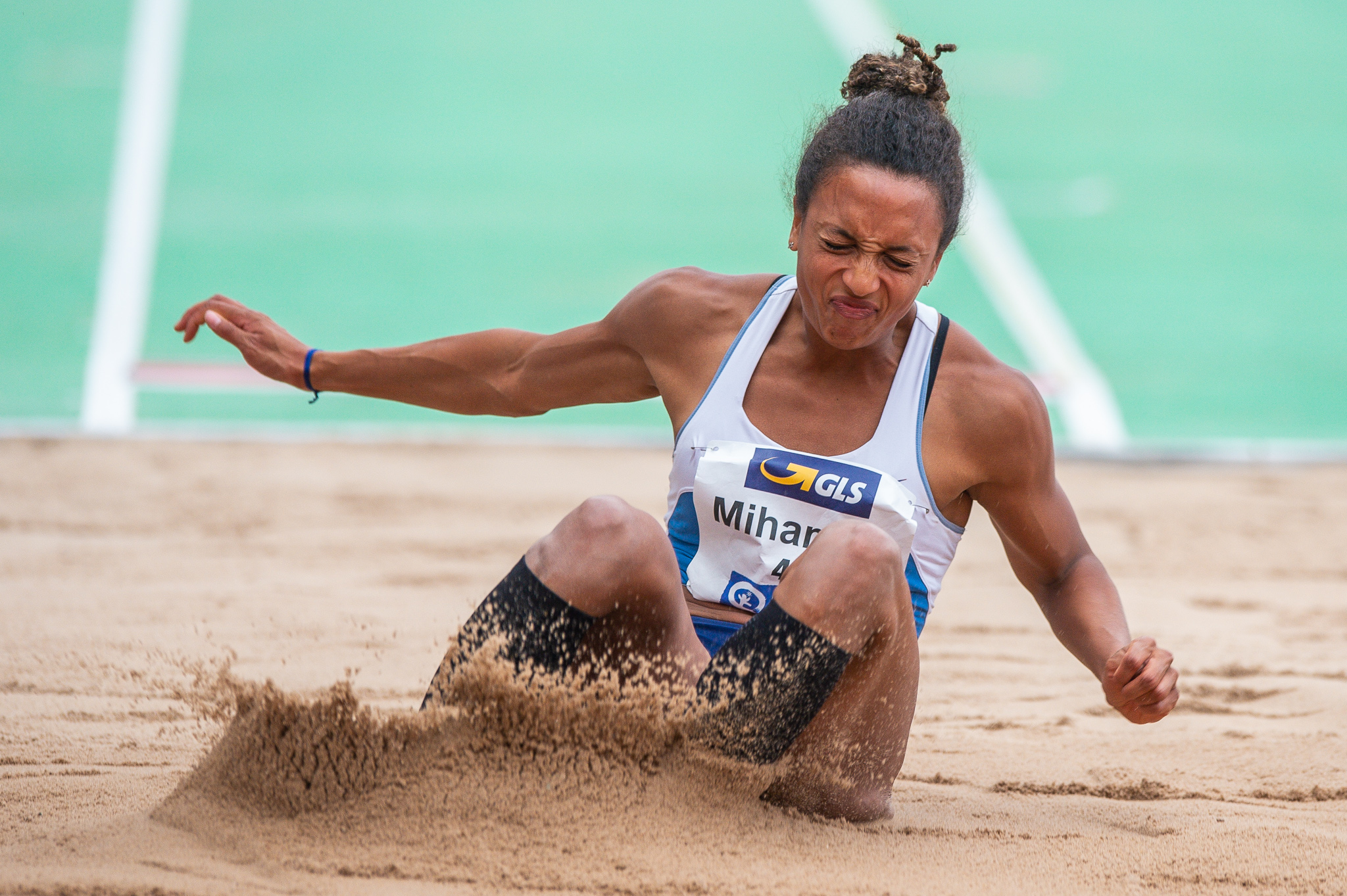
Sieg mit knappem Vorsprung für die Favoritin Malaika Mihambo

| Platz | Athlet, Verein                               | Weite (m) |
| ----- | -------------------------------------------- | --------- |
| 1     | Fabian Heinle (VfB Stuttgart)                | 8,04      |
| 2     | Maximilian Entholzner (1. FC Passau)         | 7,72      |
| 3     | Ituah Enahoro (LAV Bayer Uerdingen/Dormagen) | 7,68      |
| 4     | Marcel Lienstädt (TSV St.Peter-Ording)       | 7,62      |
| 5     | Gianluca Puglisi (Königsteiner LV)           | 7,61      |
| 6     | Julian Howard (LG Region Karlsruhe)          | 7,59      |
| 7     | Stephan Hartmann (LAZ Saar 05 Saarbrücken)   | 7,56      |
| 8     | Philipp Menn (LG Kindelsberg Kreuztal)       | 7,48      |

Datum: 21. Juli

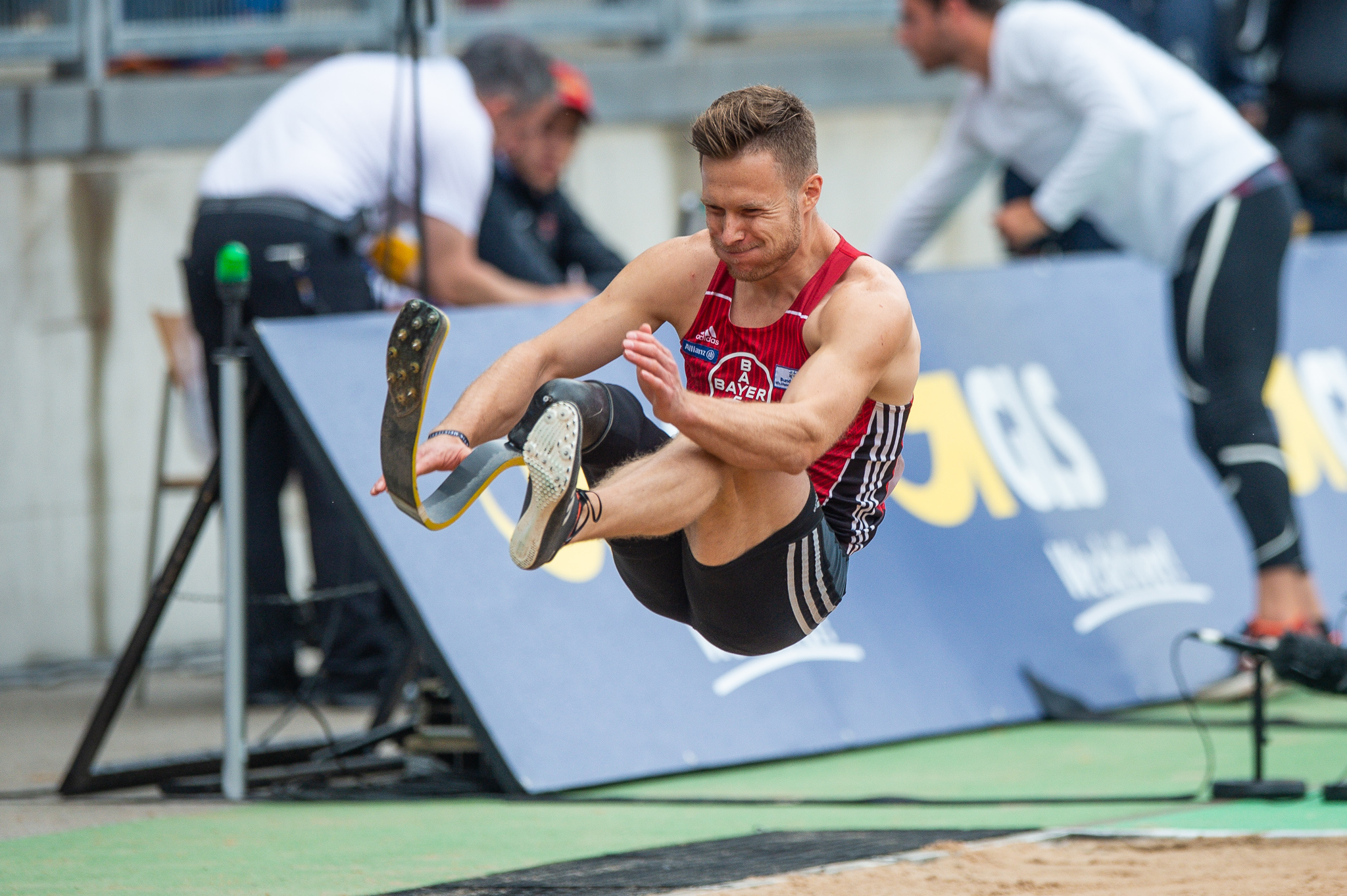

Markus Rehm (Foto rechts), Weltmeister im Behindertensport, startete auch in diesem Jahr in einer eigenen Wertung und hatte mit 8,14 m den weitesten Sprung.

### Dreisprung

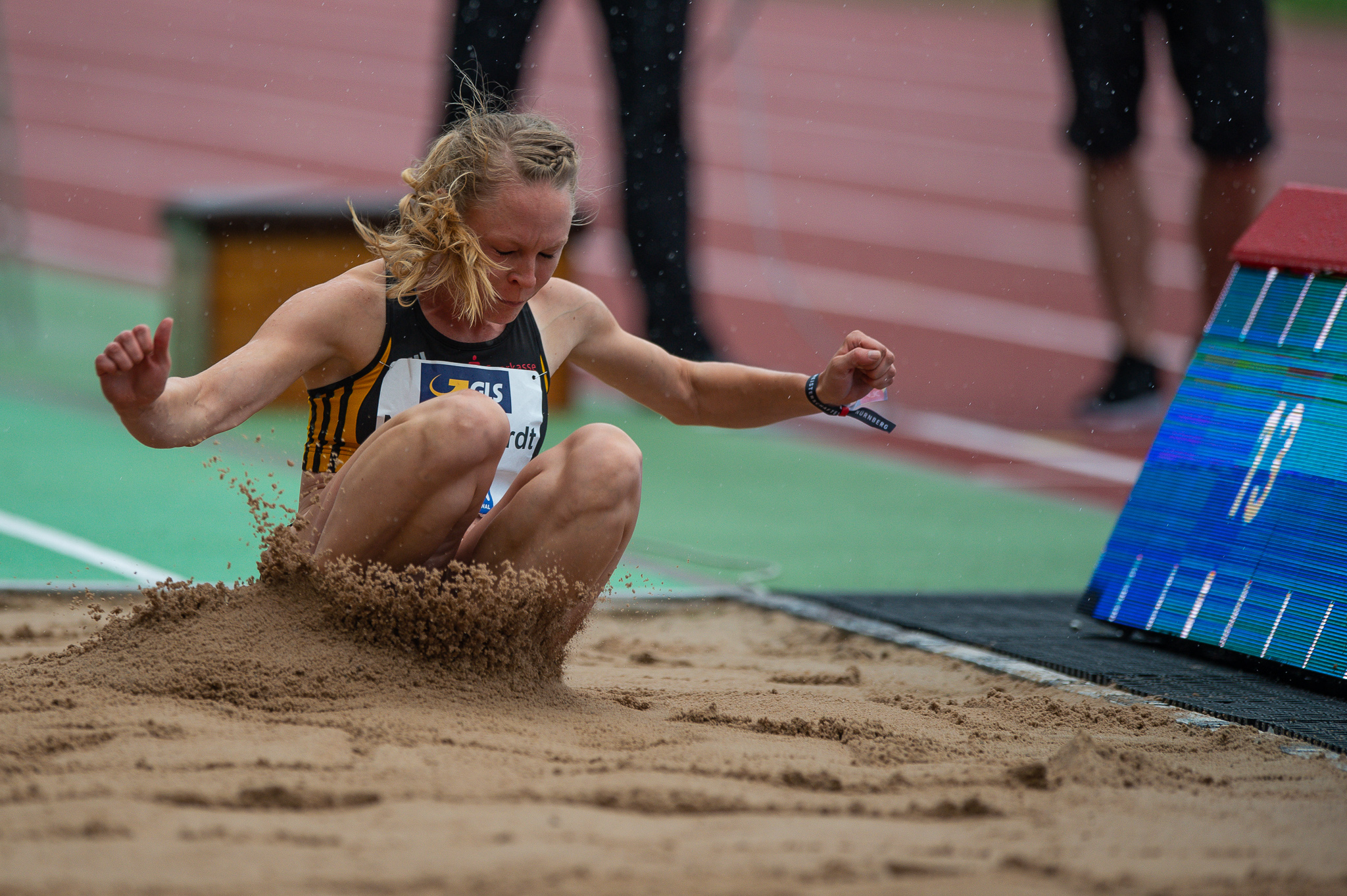
Etwas überraschend holte sich Neele Eckhardt den deutschen Meistertitel

| Platz | Athlet, Verein                        | Weite (m) |
| ----- | ------------------------------------- | --------- |
| 1     | Felix Wenzel (SC Potsdam)             | 16,08     |
| 2     | Felix Mairhofer (LG Region Karlsruhe) | 15,79     |
| 3     | Benjamin Bauer (LAC Erdgas Chemnitz)  | 15,78     |
| 4     | Tobias Hell (Schweriner SC)           | 15,72     |
| 5     | Martin Jasper (VfB Stuttgart)         | 15,72     |
| 6     | Max Heß (LAC Erdgas Chemnitz)         | 15,72     |
| 7     | David Kirch (LG Stadtwerke München)   | 15,60     |
| 8     | Marcel Kornhardt (ASV Erfurt)         | 15,51     |

Datum: 22. Juli

### Kugelstoßen
| Platz | Athlet, Verein                                | Weite (m) |
| ----- | --------------------------------------------- | --------- |
| 1     | David Storl (SC DHfK Leipzig)                 | 21,26     |
| 2     | Patrick Müller (SC Neubrandenburg)            | 19,49     |
| 3     | Tobias Dahm (VfL Sindelfingen)                | 19,38     |
| 4     | Dennis Lewke (SC Magdeburg)                   | 19,32     |
| 5     | Jan Josef Jeuschede (TSV Bayer 04 Leverkusen) | 19,23     |
| 6     | Simon Bayer (VfL Sindelfingen)                | 19,05     |
| 7     | Christian Zimmermann (Kirchheimer SC)         | 18,74     |
| 8     | Kai Uwe Schmidt (TV Wattenscheid 01)          | 18,63     |

Datum: 20. Juli

### Diskuswurf
| Platz | Athlet, Verein                         | Weite (m) |
| ----- | -------------------------------------- | --------- |
| 1     | Christoph Harting (SCC Berlin)         | 66,98     |
| 2     | Daniel Jasinski (TV Wattenscheid 01)   | 64,82     |
| 3     | Robert Harting (SCC Berlin)            | 63,92     |
| 4     | Martin Wierig (SC Magdeburg)           | 63,72     |
| 5     | David Wrobel (SC Magdeburg)            | 62,67     |
| 6     | Henning Prüfer (SC Potsdam)            | 60,74     |
| 7     | Clemens Prüfer (SC Potsdam)            | 59,83     |
| 8     | Maximilian Klaus (LAC Erdgas Chemnitz) | 59,37     |

Datum: 21. Juli

### Hammerwurf
| Platz | Athlet, Verein                                    | Weite (m) |
| ----- | ------------------------------------------------- | --------- |
| 1     | Alexander Ziegler (SV Thurn und Taxis Dischingen) | 71,66     |
| 2     | Tristan Schwandke (TV Hindelang)                  | 70,89     |
| 3     | Alexei Mikhailov (TV Wattenscheid 01)             | 68,90     |
| 4     | Andreas Sahner (LC Rehlingen)                     | 68,34     |
| 5     | Paul Hützen (TSV Bayer 04 Leverkusen)             | 68,16     |
| 6     | Simon Lang (LG Stadtwerke München)                | 64,27     |
| 7     | Christoph Gleixner (LG Eintracht Frankfurt)       | 61,54     |
| 8     | Corsin Wörner (LAG Obere Murg)                    | 59,51     |

Datum: 22. Juli

### Speerwurf
| Platz | Athlet, Verein                         | Weite (m) |
| ----- | -------------------------------------- | --------- |
| 1     | Andreas Hofmann (MTG Mannheim)         | 89,55 CR  |
| 2     | Thomas Röhler (LC Jena)                | 88,09000  |
| 3     | Johannes Vetter (LG Offenburg)         | 87,83000  |
| 4     | Julian Weber (USC Mainz)               | 84,62000  |
| 5     | Roman Klem (SC DHfK Leipzig)           | 76,25000  |
| 6     | Nils Fischer (TSV Bayer 04 Leverkusen) | 75,30000  |
| 7     | Max Pietza (SC Potsdam)                | 69,88000  |
| 8     | Marian Spannowsky (TuS Metzingen)      | 66,62000  |

Datum: 22. Juli

### Zehnkampf
| Platz | Athlet, Verein                           | Punkte |
| ----- | ---------------------------------------- | ------ |
| 1     | Niklas Ransiek (TSV Bayer 04 Leverkusen) | 7355   |
| 2     | Hendrik Nungeß (TV 1861 Neu-Isenburg)    | 7030   |
| 3     | Marvin Gregor (LG Kreis Gütersloh)       | 6935   |
| 4     | Mario Saur (MTV Ingolstadt)              | 6870   |
| 5     | André Düsterhöft (LG Kreis Gütersloh)    | 6739   |
| 6     | Armin Treichel (TV Wattenscheid 01)      | 6621   |
| 7     | Stefan Henne (LG Rems-Welland)           | 6600   |
| 8     | Nils Kruse (LG Region Karlsruhe)         | 6527   |

Datum: 25./26. August
fand in Wesel statt

### Zehnkampf, Mannschaftswertung
| Platz | Verein, Besetzung                                                  | Punkte |
| ----- | ------------------------------------------------------------------ | ------ |
| 1     | LG Kreis Gütersloh (Marvin Gregor, André Düsterhöft, Florian Baum) | 19.868 |
| 2     | TV Wattenscheid 01 (Armin Treichel, Lennart Ogaza, Jan Ollech)     | 18.236 |

Datum: 25./26. August
fand in Wesel statt
nur zwei Mannschaften in der Wertung

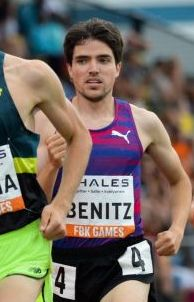
Timo Benitz wurde Deutscher Crossmeister auf der Mittelstrecke

### CrosslaufMittelstrecke –4,1 km
| Platz | Athlet, Verein                                  | Zeit (min) |
| ----- | ----------------------------------------------- | ---------- |
| 1     | Timo Benitz (LG farbtex Nordschwarzwald)        | 12:44      |
| 2     | Florian Orth (LG Telis Finanz Regensburg)       | 12:49      |
| 3     | Fabian Clarkson (SCC Berlin)                    | 12:55      |
| 4     | Dominik Notz (LG Telis Finanz Regensburg)       | 12:56      |
| 5     | Tim Ramdane Cherif (LG Telis Finanz Regensburg) | 12:56      |
| 6     | Marco Kern (LG farbtex Nordschwarzwald)         | 13:01      |
| 7     | Philipp Reinhardt (LC Jena)                     | 13:10      |
| 8     | Felix Plinke (LG Telis Finanz Regensburg)       | 13:14      |

Datum: 10. März
fand in Ohrdruf statt

### CrosslaufMittelstrecke –4,1 km, Mannschaftswertung
| Platz | Verein, Besetzung                                                            | Platzziffer / Zeit |
| ----- | ---------------------------------------------------------------------------- | ------------------ |
| 1     | LG Telis Finanz Regensburg (Florian Orth, Dominik Notz, Tim Ramdane Cherif)  | 011 / 38:43 min    |
| 2     | LG farbtex Nordschwarzwald I (Timo Benitz, Marco Kern, Hendrik Engel)        | 017 / 39:07 min    |
| 3     | LG Zusam (Tobias Gröbl, Ja Johannes Estner, Mario Leser)                     | 040 / 40:30 min    |
| 4     | LG farbtex Nordschwarzwald II (Dominic Müller, Denis Bäuerle, Manuel Müller) | 091 / 41:14 min    |
| 5     | LSC Höchstadt/Aisch (Niklas Bühner, Martin Weinländer, Bernhard Weinländer)  | 0 85 / 42:21 min   |
| 6     | VfL Sindelfingen (Johannes Bergdolt, Joachim Krauth, Bastian Franz)          | 103 / 42:47 min    |
| 7     | LT DSHS Köln (Yannik Schwarz, Rene Giesen, Sebastian Rehorst)                | 112 / 43:02 min    |
| 8     | TG Viktoria Augsburg (Hiob Gebisso, Florian Beck, Philipp Meyer)             | 112 / 42:52 min    |

Datum: 10. März
fand in Ohrdruf statt
Die Wertung erfolgte alleine über die Platzziffer.

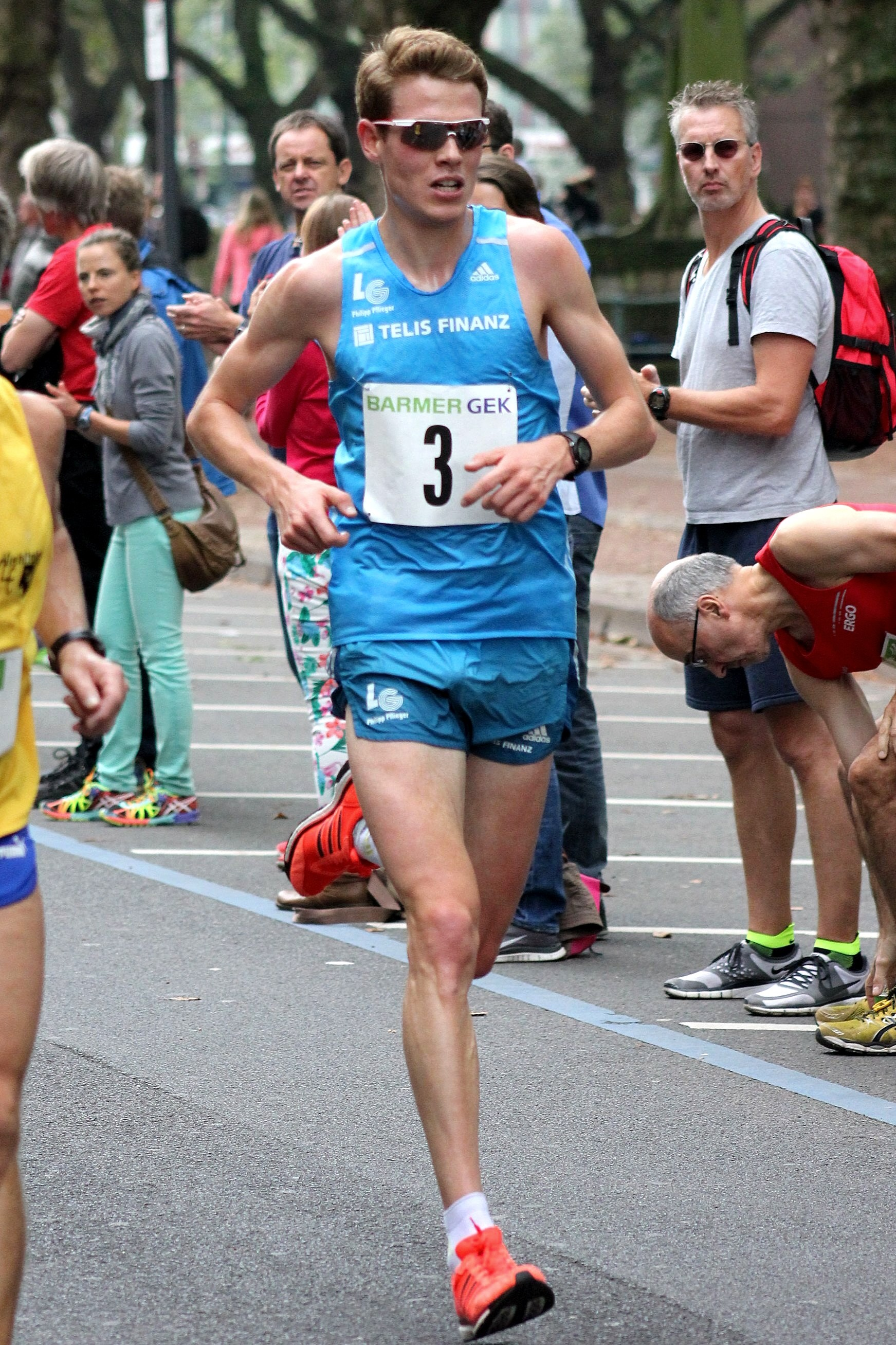
Deutscher Crossmeister auf der Langstrecke: Philipp Pflieger

### CrosslaufLangstrecke –9,9 km
| Platz | Athlet, Verein                                  | Zeit (min) |
| ----- | ----------------------------------------------- | ---------- |
| 1     | Philipp Pflieger (LG Telis Finanz Regensburg)   | 31:07      |
| 2     | Karsten Meier (LG Braunschweig)                 | 31:19      |
| 3     | Tim Ramdane Cherif (LG Telis Finanz Regensburg) | 31:31      |
| 4     | Tobias Schreindl (LG Passau)                    | 31:52      |
| 5     | Florian Orth (LG Telis Finanz Regensburg)       | 32:07      |
| 6     | Mario Wernsdörfer (LG Bamberg)                  | 32:15      |
| 7     | Maximilian Zeus (LG Telis Finanz Regensburg)    | 32:37      |
| 8     | Simon Huckestein (SG Wenden)                    | 32:50      |

Datum: 10. März
fand in Ohrdruf statt

### CrosslaufLangstrecke –9,9 km, Mannschaftswertung
| Platz | Verein, Besetzung                                                                 | Platzziffer / Zeit |
| ----- | --------------------------------------------------------------------------------- | ------------------ |
| 1     | LG Telis Finanz Regensburg I (Philipp Pflieger, Tim Ramdane Cherif, Florian Orth) | 09 / 1:34:45 h     |
| 2     | LG Braunschweig (Karsten Meier, Viktor Kuk, Florian Pehrs)                        | 33 / 1:38:34 h     |
| 3     | LG Telis Finanz Regensburg II (Maximilian Zeus, Felix Plinke, Kevin Key)          | 37 / 1:39:58 h     |
| 4     | SG Wenden (Simon Huckestein, Fabian Jenne, Nils Schäfer)                          | 47 / 1:41:13 h     |
| 5     | LAV Stadtwerke Tübingen (Lorenz Baum, Michael Schramm, Peter Obenauer)            | 49 / 1:41:11 h     |
| 6     | LG Vulkaneifel (Yannik Duppich, Andreas Keil-Forneck, Daniel Schmidt)             | 64 / 1:43:09 h     |
| 7     | LC Eschenburg (Felix Thum, Sedric Steffen Haus, Samuel Eizenhöfer)                | 84 / 1:48:32 h     |
| 8     | LAC Olympia 88 Berlin (Felix Ledwig, Sylvio Linde, Tobias Singer)                 | 87 / 1:46:42 h     |

Datum: 10. März
fand in Ilsenburg statt
Die Wertung erfolgte alleine über die Platzziffer.

### Berglauf,Brockenlauf–11,7 km
| Platz | Athlet, Verein                               | Zeit (min) |
| ----- | -------------------------------------------- | ---------- |
| 1     | Maximilian Zeus (LG Telis Finanz Regensburg) | 51:11      |
| 2     | Aaron Bienenfeld (SSC Hanau-Rodenbach)       | 51:12      |
| 3     | Konstantin Wedel (LAC Quelle Fürth)          | 51:14      |
| 4     | Marc Schulze (Citylaufverein Dresden)        | 51:53      |
| 5     | Marcel Krieghoff (sc impuls erfurt)          | 52:09      |
| 6     | Benedikt Hoffmann (TSG 1845 Heilbronn)       | 53:33      |
| 7     | Sammy Schu (LTF Marpingen)                   | 54:01      |
| 8     | Dominik Müller (LG Langgöns-Oberkleen)       | 54:17      |

Datum: 1. September
fand in Ilsenburg statt

### Berglauf,Brockenlauf–11,7 km, Mannschaftswertung
| Platz | Verein, Besetzung                                                             | Zeit (h) |
| ----- | ----------------------------------------------------------------------------- | -------- |
| 1     | SSC Hanau-Rodenbach (Aaron Bienenfeld, Lukas Abele, Julius Hild)              | 2:41:04  |
| 2     | LG Allgäu (Michael Laur, Franz Schweiger, Wolfgang Wäger)                     | 2:53:59  |
| 3     | LG Braunschweig (Ole Hennseler, Ole Marggraf, Simon Laue)                     | 2:58:24  |
| 4     | LG Fulda (Lorenz Rau, Luis Gabriel Braukhoff, Jan Luca Braukhoff)             | 3:00:10  |
| 5     | sc impuls erfurt (Marcel Krieghoff, David Münch, Maximilian Hoyer)            | 3:00:48  |
| 6     | NSV Wernigerode (Thomas Kühlmann, Simon-David George, Felix Fleischer)        | 3:02:08  |
| 7     | Laufclub BlueLiner (Dominik Schrader, Sebastian Radecker, Matthias Wilshusen) | 3:02:42  |
| 8     | TSV Penzberg (Markus Brennauer, Lucas Herbeck, Andreas Kölbl)                 | 3:04:23  |

Datum: 1. September
fand in Ilsenburg statt

## Meisterschaftsresultate Frauen

### 100 m
| Platz | Athletin, Verein                            | Zeit (s) |
| ----- | ------------------------------------------- | -------- |
| 1     | Gina Lückenkemper (TSV Bayer 04 Leverkusen) | 11,15    |
| 2     | Lisa Marie Kwayie (Neuköllner Sportfreunde) | 11,33    |
| 3     | Rebekka Haase (LV 90 Erzgebirge)            | 11,42    |
| 4     | Alexandra Burghardt (MTG Mannheim)          | 11,54    |
| 5     | Tiffany Eidner (TC Bad Lobenstein)          | 11,65    |
| 6     | Sina Mayer (LAZ Zweibrücken)                | 11,69    |
| 7     | Jennifer Montag (TSV Bayer 04 Leverkusen)   | 11,69    |
| 8     | Yasmin Kwadwo (TSV Bayer 04 Leverkusen)     | 11,71    |

Datum: 21. Juli
Wind: −0,4 m/s

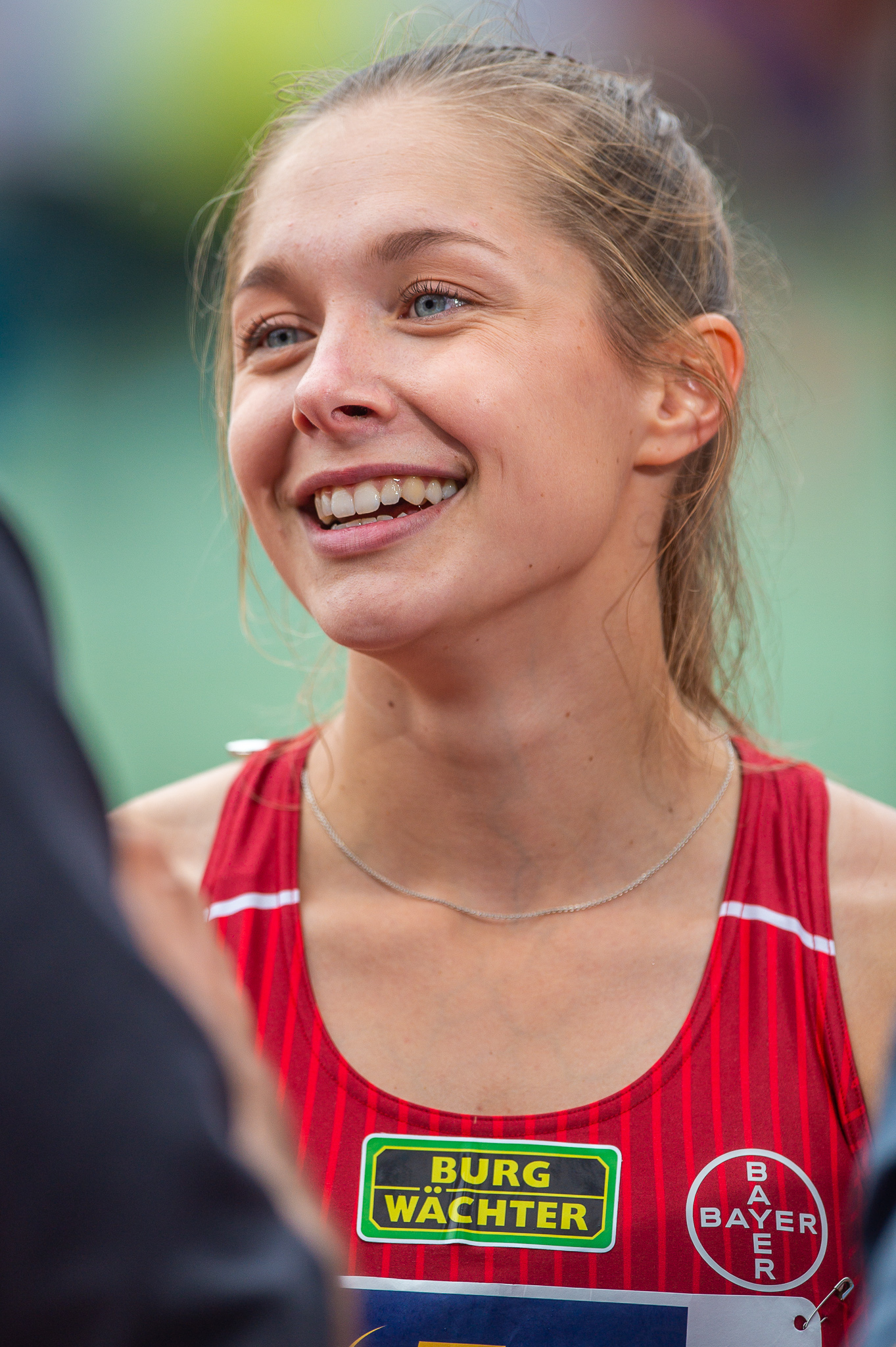

Gina Lückenkemper (Foto rechts) – wie immer strahlend und Siegerin des 100-Meter-Laufs

### 200 m
| Platz | Athletin, Verein                              | Zeit (s) |
| ----- | --------------------------------------------- | -------- |
| 1     | Jessica-Bianca Wessolly (MTG Mannheim)        | 22,89    |
| 2     | Laura Müller (LC Rehlingen)                   | 23,11    |
| 3     | Rebekka Haase (LV 90 Erzgebirge)              | 23,12    |
| 4     | Pernilla Kramer (VfL Wolfsburg)               | 23,52    |
| 5     | Katrin Fehm (ESV Amberg)                      | 23,54    |
| 6     | Alexandra Burghardt (MTG Mannheim)            | 23,61    |
| 7     | Tiffany Eidner (TC Bad Lobenstein)            | 23,65    |
| 8     | Hanna-Marie Studzinski (Eintracht Hildesheim) | 23,68    |

Datum: 22. Juli
Wind: −0,6 m/s

### 400 m
| Platz | Athletin, Verein                        | Zeit (s) |
| ----- | --------------------------------------- | -------- |
| 1     | Nadine Gonska (MTG Mannheim)            | 52,07    |
| 2     | Hannah Mergenthaler (MTG Mannheim)      | 52,83    |
| 3     | Corinna Schwab (TV 1861 Amberg)         | 53,14    |
| 4     | Sophia Sommer (TV Bahlingen)            | 53,17    |
| 5     | Karolina Pahlitzsch (SV Preußen Berlin) | 53,24    |
| 6     | Svea Köhrbrück (SCC Berlin)             | 53,63    |
| 7     | Alena Gerken (SCC Berlin)               | 53,81    |
| 8     | Lena Naumann (LT DSHS Köln)             | 54,09    |

Datum: 22. Juli

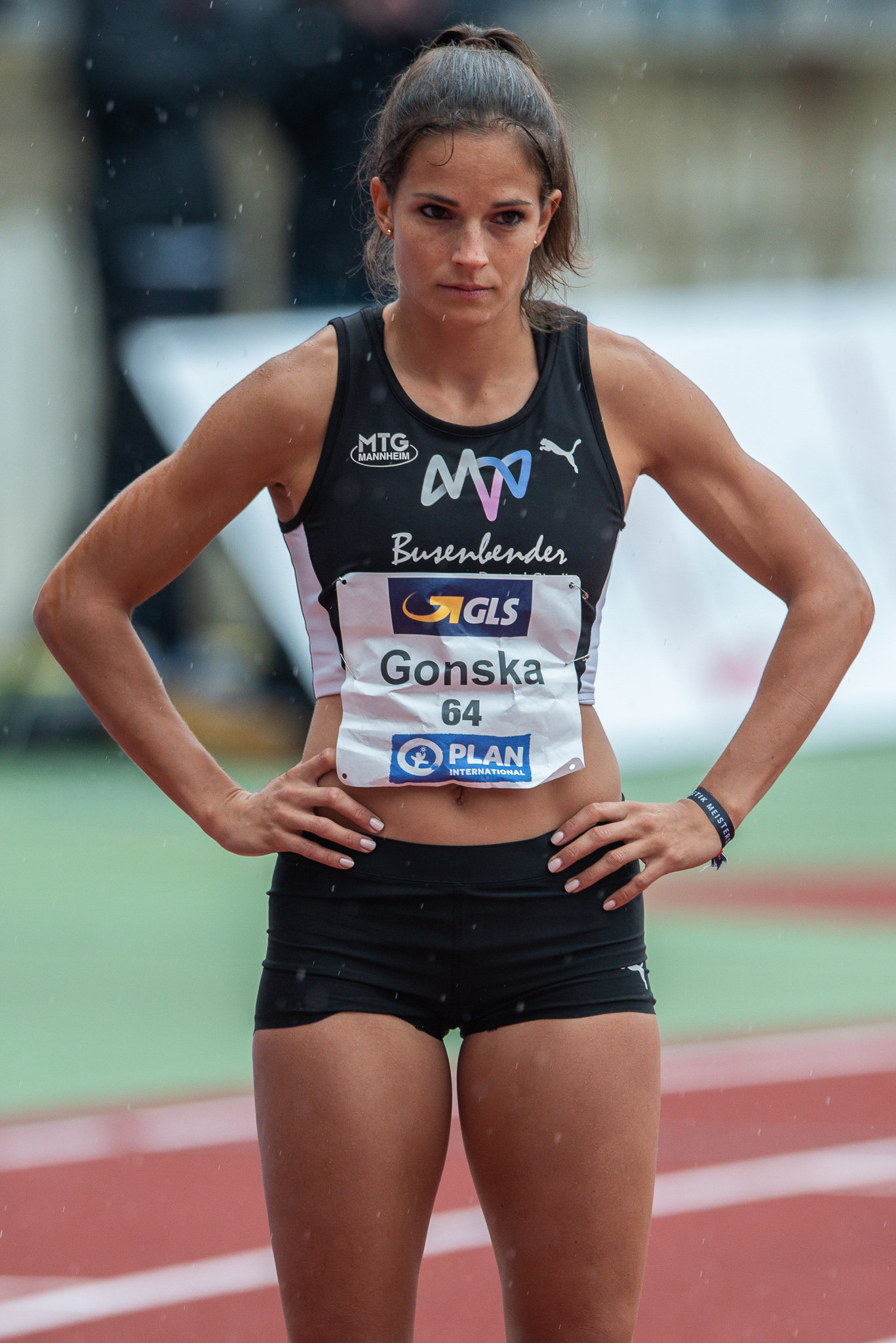

In Abwesenheit der Titelverteidigerin Ruth Sophia Spelmeyer wurde Nadine Gonska (Foto rechts) Deutsche Meisterin über 400 Meter.

### 800 m
| Platz | Athletin, Verein                             | Zeit (min) |
| ----- | -------------------------------------------- | ---------- |
| 1     | Christina Hering (LG Stadtwerke München)     | 2:01,56    |
| 2     | Sarah Schmidt (TSV Bayer 04 Leverkusen)      | 2:02,89    |
| 3     | Mareen Kalis (LG Stadtwerke München)         | 2:03,53    |
| 4     | Katharina Trost (LG Stadtwerke München)      | 2:03,80    |
| 5     | Christine Gess (LG Stadtwerke München)       | 2:05,28    |
| 6     | Rebekka Ackers (TSV Bayer 04 Leverkusen)     | 2:07,00    |
| 7     | Corinne Kohlmann (LG Karlstadt-Gambach-Lohr) | 2:07,92    |
| 8     | Tanja Spill (LAV Bayer Uerdingen/Dormagen)   | 2:10,39    |

Datum: 22. Juli

### 1500 m
| Platz | Athletin, Verein                                  | Zeit (min) |
| ----- | ------------------------------------------------- | ---------- |
| 1     | Konstanze Klosterhalfen (TSV Bayer 04 Leverkusen) | 4:06,34    |
| 2     | Elena Burkard (LG farbtex Nordschwarzwald)        | 4:06,51    |
| 3     | Diana Sujew (LG Eintracht Frankfurt)              | 4:08,21    |
| 4     | Caterina Granz (LG Nord Berlin)                   | 4:09,07    |
| 5     | Vera Hoffmann (ASV Köln)                          | 4:14,51    |
| 6     | Lena Klaassen (TSV Bayer 04 Leverkusen)           | 4:21,61    |
| 7     | Marie Burchard (TC FIKO Rostock)                  | 4:22,43    |
| 8     | Vera Coutellier (ASV Köln)                        | 4:22,83    |

Datum: 22. Juli

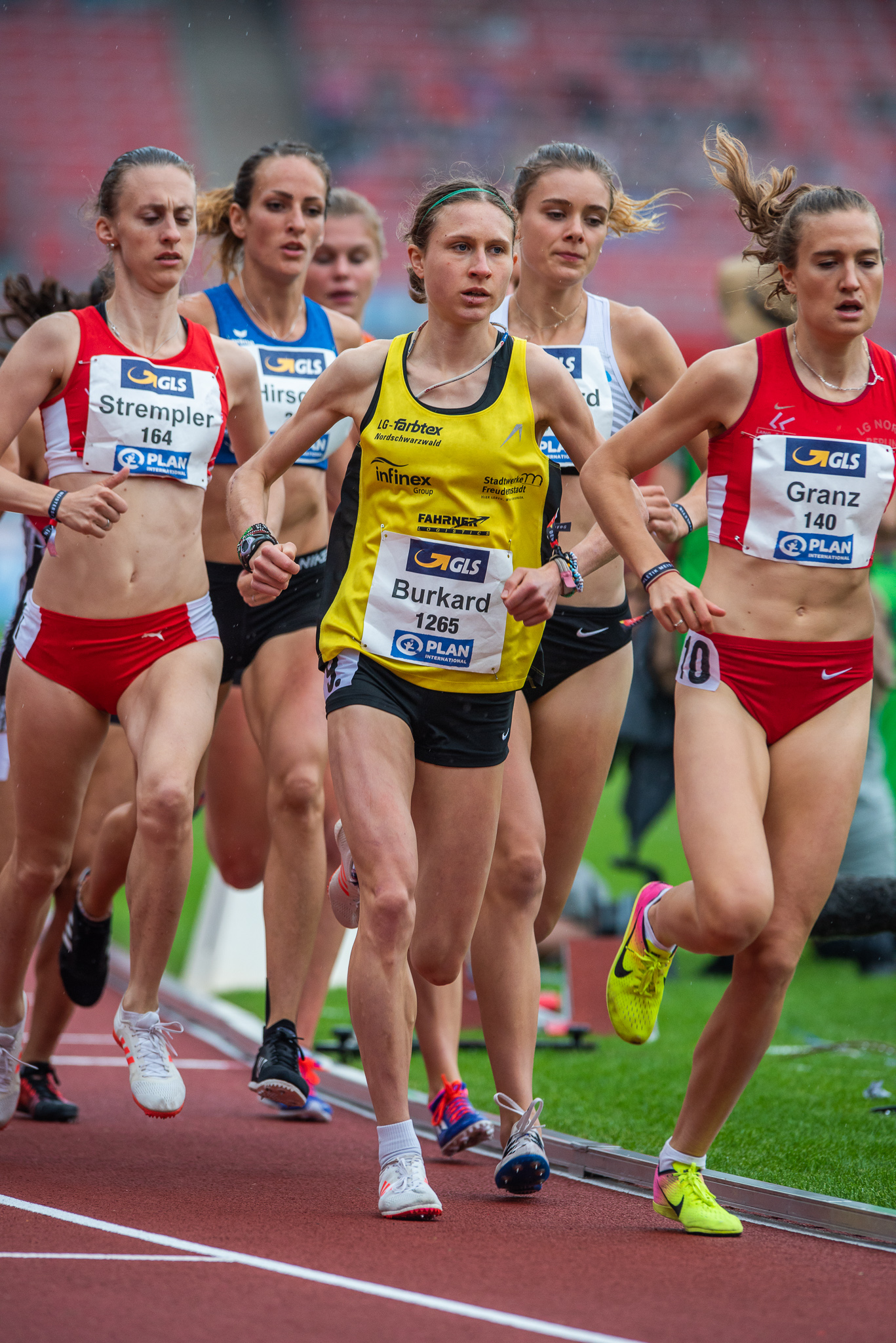

Dichtgedrängtes Feld der 1500-Meter-Läuferinnen auf der Strecke (Foto rechts)

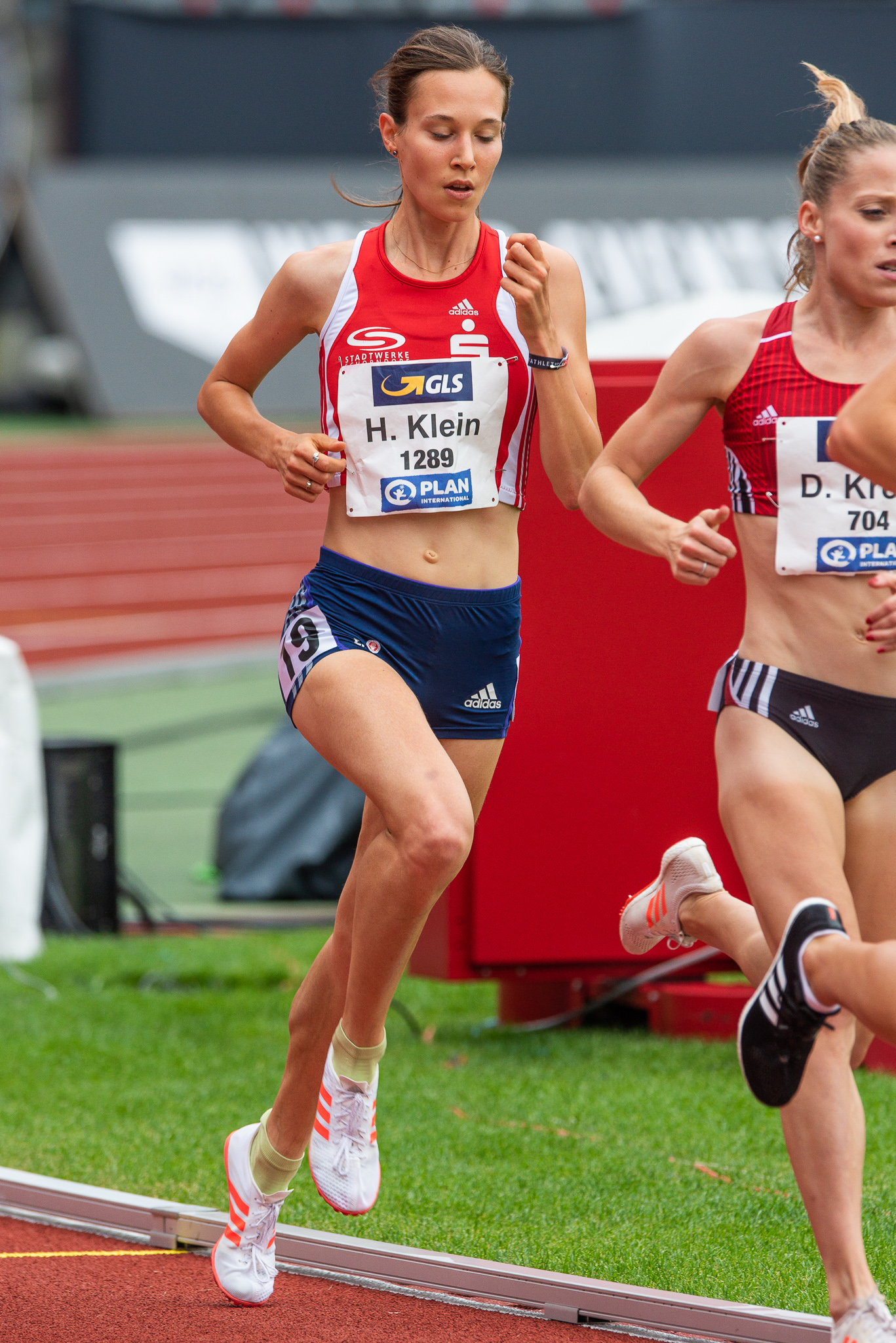
Am Schluss war Hanna Klein im 5000-Meter-Lauf alleine vorn.

### 5000 m
| Platz | Athletin, Verein                           | Zeit (min) |
| ----- | ------------------------------------------ | ---------- |
| 1     | Hanna Klein (SG Schorndorf 1848)           | 15:17,47   |
| 2     | Alina Reh (SSV Ulm 1846)                   | 15:25,30   |
| 3     | Denise Krebs (TSV Bayer 04 Leverkusen)     | 15:26,58   |
| 4     | Deborah Schöneborn (LG Nord Berlin)        | 15:49,81   |
| 5     | Natalie Tanner (LG Eintracht Frankfurt)    | 15:55,86   |
| 6     | Miriam Dattke (LG Telis Finanz Regensburg) | 15:56,93   |
| 7     | Christina Gerdes (Hamburger SV)            | 16:19,85   |
| 8     | Luisa Boschan (LG Nord Berlin)             | 16:21,36   |

Datum: 22. Juli

### 10.000 m
| Platz | Athletin, Verein                            | Zeit (min) |
| ----- | ------------------------------------------- | ---------- |
| 1     | Anna Gehring (ASV Köln)                     | 33:33,96   |
| 2     | Deborah Schöneborn (LG Nord Berlin)         | 33:37,48   |
| 3     | Thea Heim (LG Telis Finanz Regensburg)      | 34:35,40   |
| 4     | Domenika Mayer (LAC Quelle Fürth)           | 34:57,99   |
| 5     | Susanne Schreindl (LG Passau)               | 35:27,31   |
| 6     | Marina Rappold (LG Telis Finanz Regensburg) | 35:28,24   |
| 7     | Anais Sabrié (LAV Stadtwerke Tübingen)      | 35:34,87   |
| 8     | Sandra Eltschkner (SG Greifswald)           | 36:28,57   |

Datum: 12. Mai
fand in Pliezhausen statt

### 10-km-Straßenlauf
| Platz | Athletin, Verein                        | Zeit (min) |
| ----- | --------------------------------------- | ---------- |
| 1     | Alina Reh (SSV Ulm 1846)                | 32:22      |
| 2     | Deborah Schöneborn (LG Nord Berlin)     | 33:56      |
| 3     | Luisa Boschan (LG Nord Berlin)          | 34:59      |
| 4     | Marie Burchard (TC FIKO Rostock)        | 35:03      |
| 5     | Svenja Pingpank (Hannover Athletics)    | 35:05      |
| 6     | Victoria Brandt (LAC Olympia 88 Berlin) | 35:23      |
| 7     | Christina Gerdes (Hamburger SV)         | 35:24      |
| 8     | Sandra Morchner (PSV Grün-Weiß Kassel)  | 35:34      |

Datum: 2. September
fand in Bremen statt

### 10-km-Straßenlauf, Mannschaftswertung
| Platz | Verein, Besetzung                                                    | Zeit (h) |
| ----- | -------------------------------------------------------------------- | -------- |
| 1     | LG Nord Berlin (Deborah Schöneborn, Luisa Boschan, Rabea Schöneborn) | 1:44:39  |
| 2     | Hannover Athletics (Svenja Pingpank, Lena Sommer, Anne Spickhoff)    | 1:48:38  |
| 3     | LG Region Landshut (Regina Högl, Miriam Zirk, Julia Brugger)         | 1:49:37  |
| 4     | LG Hamm (Lara Kiene, Inga Behnen, Emily Hinz)                        | 2:06:39  |
| 5     | LG Göttingen (Sophie Habighorst, Miriam Held, Katharina Linke)       | 2:08:40  |

Datum: 2. September
fand in Bremen statt
nur fünf Mannschaften in der Wertung

### Halbmarathon
| Platz | Athletin, Verein                            | Zeit (h) |
| ----- | ------------------------------------------- | -------- |
| 1     | Franziska Reng (LG Telis Finanz Regensburg) | 1:14:15  |
| 2     | Miriam Dattke (LG Telis Finanz Regensburg)  | 1:14:37  |
| 3     | Fabienne Amrhein (MTG Mannheim)             | 1:15:19  |
| 4     | Anaïs Sabrié (LAV Stadtwerke Tübingen)      | 1:15:57  |
| 5     | Svenja Meyer (Hamburg Running)              | 1:17:26  |
| 6     | Susanne Hahn (LG Meckenheim)                | 1:17:45  |
| 7     | Marina Rappold (LG Telis Finanz Regensburg) | 1:18:18  |
| 8     | Sandra Morchner (PSV Grün-Weiß Kassel)      | 1:18:36  |

Datum: 8. April
fand in Hannover statt

### Halbmarathon, Mannschaftswertung
| Platz | Verein, Besetzung                                                                    | Zeit (h) |
| ----- | ------------------------------------------------------------------------------------ | -------- |
| 1     | LG Telis Finanz Regensburg I (Franziska Reng, Miriam Dattke, Marina Rappold)         | 3:47:05  |
| 2     | SG Wenden I (Christl Dörschel, Daniela Wurm, Verena Schneider)                       | 4:07:14  |
| 3     | LG Telis Finanz Regensburg II (Anna-Katharina Plinke, Cornelia Griesche, Eva Schien) | 4:07:41  |
| 4     | LG Region Karlsruhe (Sophia Kaiser, Johanna Flacke, Lena Knirsch)                    | 4:08:55  |
| 5     | Hamburg Running (Svenja Meyer, Katharina Josenhans, Mareike Bechtloff)               | 4:09:30  |
| 6     | LAC Quelle Fürth (Julia Hiller, Tabea Haug, Anja Bertleff)                           | 4:12:42  |
| 7     | LG Stadtwerke München (Yvonne Kleiner, Elisabeth Haas, Carola Doerries)              | 4:16:02  |
| 8     | SG Wenden II (Stefanie Osthoff, Melanie Linder, Katja Hinze-Thüs)                    | 4:16:48  |

Datum: 8. April
fand in Hannover statt

### Marathonlauf
| Platz | Athletin, Verein                                   | Zeit (h) |
| ----- | -------------------------------------------------- | -------- |
| 1     | Fabienne Amrhein (MTG Mannheim)                    | 2:32:35  |
| 2     | Isabel Leibfried (TSG 1845 Heilbronn)              | 2:41:40  |
| 3     | Regina Högl (LG Region Landshut)                   | 2:45:56  |
| 4     | Sandra Morchner (PSV Grün-Weiß Kassel)             | 2:46:55  |
| 5     | Anna Starostzik (PSV Grün-Weiß Kassel)             | 2:47:21  |
| 6     | Miriam Zirk (LG Region Landshut)                   | 2:48:54  |
| 7     | Anna-Katharina Plinke (LG Telis Finanz Regensburg) | 2:50:05  |
| 8     | Tina Schneider (TuS Deuz)                          | 2:51:42  |

Datum: 29. April
fand im Rahmen des Düsseldorf-Marathons statt

### Marathonlauf, Mannschaftswertung
| Platz | Verein, Besetzung                                                                   | Zeit (h) |
| ----- | ----------------------------------------------------------------------------------- | -------- |
| 1     | LG Region Landshut (Regina Högl, Miriam Zirk, Elisabeth Jensen)                     | 08:28:17 |
| 2     | PSV Grün-Weiß Kassel (Sandra Morchner, Anna Starostzik, Jutta Siefert)              | 08:44:17 |
| 3     | TuS Deuz (Tina Schneider, Rebekka Wörmann, Nina Caprice Löhr)                       | 08:59:11 |
| 4     | LG Filder (Katrin Ochs, Pia Holzer, Katrin Vogler)                                  | 09:02:16 |
| 5     | LAZ Saar 05 Saarbrücken I (Karen Aus der Fünten, Ann-Cathrine Jülch, Cornelia Thon) | 09:46:14 |
| 6     | LAC Olympia 88 Berlin (Sandra Fiehn, Fabienne Lipus, Daria Dannehl)                 | 09:46:37 |
| 7     | TV Refrath (Doris Remshagen, Antje Wietscher, Beate Gebehart)                       | 10:48:54 |
| 8     | LAZ Saar 05 Saarbrücken II (Susanne Trenz, Sabine Köhler, Heike Sausen)             | 10:49:02 |

Datum: 29. April
fand im Rahmen des Düsseldorf-Marathons statt

### 100-km-Straßenlauf
| Platz | Athletin, Verein                      | Zeit (h) |
| ----- | ------------------------------------- | -------- |
| 1     | Nele Alder-Baerens (Ultra SC Marburg) | 7:33:15  |
| 2     | Susanne Kraus (PSV Grün-Weiß Kassel)  | 7:59:12  |
| 3     | Anke Libuda (BSG Springorum Bochum)   | 8:43:38  |
| 4     | Katja Hinze-Thüs (SG Wenden)          | 8:45:55  |
| 5     | Sandra Fätsch (TSV 1886 Kandel)       | 9:06:51  |
| 6     | Simone Durry (TG 1848 Neuss)          | 9:07:46  |
| 7     | Manishe Sina (LG Seligenstadt)        | 9:16:15  |
| 8     | Kirsten Althoff (LG Ultralauf)        | 9:16:15  |

Datum: 10. März
fand in Rheine statt

### 100-km-Straßenlauf, Mannschaftswertung
| Platz | Verein, Besetzung                                                      | Zeit (h) |
| ----- | ---------------------------------------------------------------------- | -------- |
| 1     | LG Ultralauf I (Kirsten Althoff, Claudia Lederer, Rita Nowottny-Hupka) | 28:14:12 |
| 2     | LG Ultralauf II (Sylvia Faller, Katrin Tüg-Hilbert, Kerstin Hommel)    | 34:23:09 |

Datum: 10. März
fand in Rheine statt
nur zwei Mannschaften in der Wertung

### 100 m Hürden
| Platz | Athletin, Verein                         | Zeit (s) |
| ----- | ---------------------------------------- | -------- |
| 1     | Pamela Dutkiewicz (TV Wattenscheid 01)   | 12,69 CR |
| 2     | Ricarda Lobe (MTG Mannheim)              | 13,06000 |
| 3     | Franziska Hofmann (LAC Erdgas Chemnitz)  | 13,10000 |
| 4     | Louisa Grauvogel (LG Saar 70)            | 13,13000 |
| 5     | Nadine Hildebrand (VfL Sindelfingen)     | 13,55000 |
| 6     | Carolin Schäfer (LG Eintracht Frankfurt) | 13,42000 |
| 7     | Monika Zapalska (TV Wattenscheid 01)     | 13,49000 |
| 8     | Mareike Arndt (TSV Bayer 04 Leverkusen)  | 13,62000 |

Datum: 21. Juli
Wind: −0,7 m/s

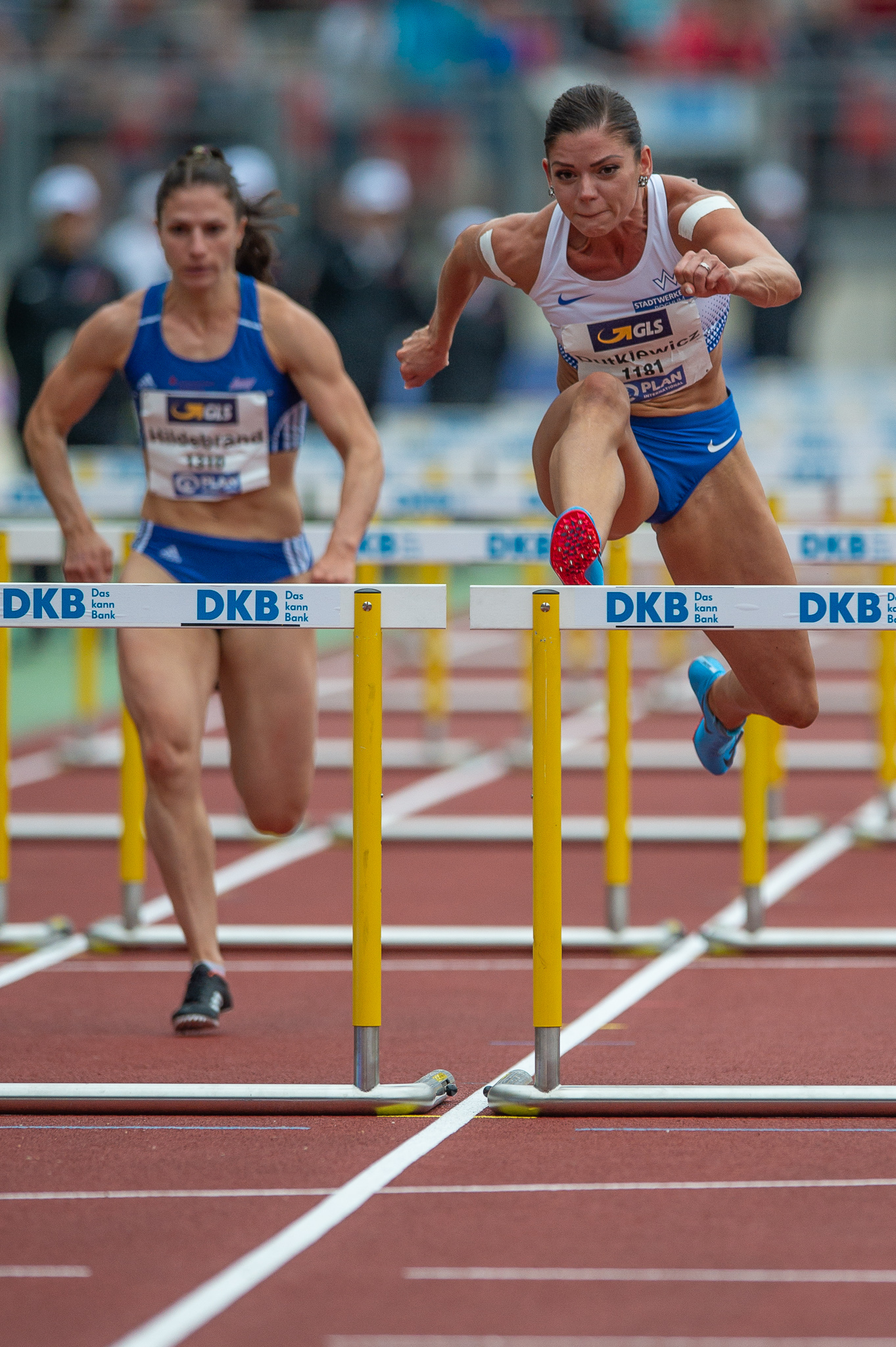

Pamela Dutkiewicz (Foto rechts) wurde ihrer Favoritenrolle voll gerecht.

### 400 m Hürden
| Platz | Athletin, Verein                      | Zeit (s) |
| ----- | ------------------------------------- | -------- |
| 1     | Christine Salterberg (LT DSHS Köln)   | 56,97    |
| 2     | Djamila Böhm (ART Düsseldorf)         | 57,06    |
| 3     | Carolina Krafzik (VfL Sindelfingen)   | 58,73    |
| 4     | Karoline Maria Sauer (TSV Gomaringen) | 59,64    |
| 5     | Alica Schmidt (SC Potsdam)            | 60,02    |
| 6     | Leonie Riek (LG Staufen)              | 60,29    |
| 7     | Franziska Kindt (SCC Berlin)          | 60,80    |
| 8     | Radha Fiedler (TuS Roland Brey)       | 61,55    |

Datum: 22. Juli

### 3000 m Hindernis
| Platz | Athletin, Verein                                 | Zeit (min) |
| ----- | ------------------------------------------------ | ---------- |
| 1     | Gesa Felicitas Krause (Silvesterlauf Trier)      | 9:34,58    |
| 2     | Antje Möldner-Schmidt (LC Cottbus)               | 9:45,82    |
| 3     | Jana Sussmann (Lauf Team Haspa Marathon Hamburg) | 9:47,57    |
| 4     | Maya Rehberg (SG TSV Kronshagen / Kieler TB)     | 9:48,50    |
| 5     | Leah Hanle (TSV Holzelfingen)                    | 9:56,80    |
| 6     | Agnes Thurid Gers (SCC Berlin)                   | 9:57,36    |
| 7     | Linda Wrede (LT DSHS Köln)                       | 10:05,72   |
| 8     | Lea Meyer (VfL Löningen)                         | 10:06,93   |

Datum: 22. Juli

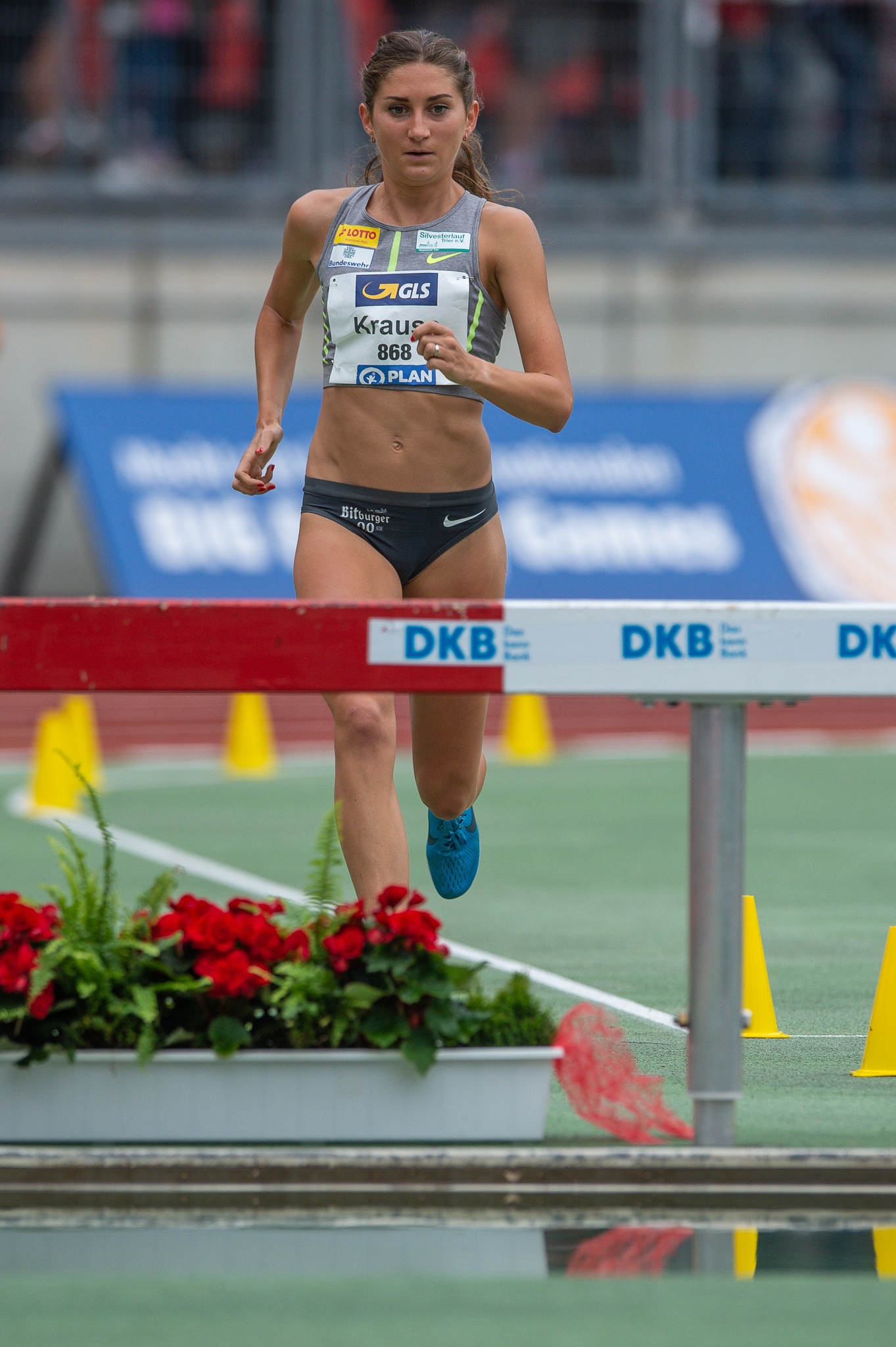

Souveräner Sieg für Gesa Felicitas Krause (Foto rechts)

### 4 × 100 m Staffel
| Platz | Verein, Besetzung                                                                          | Zeit (s) |
| ----- | ------------------------------------------------------------------------------------------ | -------- |
| 1     | MTG Mannheim (Ricarda Lobe, Alexandra Burghardt, Nadine Gonska, Jessica-Bianca Wessolly)   | 43,33    |
| 2     | TSV Bayer 04 Leverkusen (Yasmin Kwadwo, Jennifer Montag, Gina Lückenkemper, Mareike Arndt) | 43,55    |
| 3     | TV Wattenscheid 01 (Monika Zapalska, Keshia Kwadwo, Synthia Oguama, Pamela Dutkiewicz)     | 44,17    |
| 4     | LC Paderborn (Tatjana Pinto, Janina Kölsch, Alina Kuß, Ina Thimm)                          | 44,53    |
| 5     | VfL Sindelfingen (S. Kindenmayer, Carolina Krafzik, J. Dums, Nadine Hildebrand)            | 45,03    |
| 6     | LG Olympia Dortmund (Laura Stratmann, Marilena Scharff, Johanna Bechthold, Nina Braun)     | 45,26    |
| 7     | TV Gladbeck 1912 (Kira Lipperheide, Neele Schuten, Meike Gerlach, Katharina Zenker)        | 45,51    |
| 8     | Werder Bremen (Sarah Narloch, Sandra Dinkeldein, Rahel Rüdel, Svea Kittner)                | 45,96    |

Datum: 22. Juli
Die Reihenfolge dieser Staffel wurde durch vier Zeitendläufe ermittelt.

### 4 × 400 m Staffel
| Platz | Verein, Besetzung                                                                        | Zeit (min) |
| ----- | ---------------------------------------------------------------------------------------- | ---------- |
| 1     | LT DSHS Köln I (Laura Marx, Nelly Schmidt, Christine Salterberg, Lena Naumann)           | 3:36,07    |
| 2     | SCC Berlin (Hendrikje Richter, Svea Köhrbrück, Franziska Kindt, Alena Gerken)            | 3:36,90    |
| 3     | TSV Bayer 04 Leverkusen (Tabea Marie Kempe, Maren Silies, Rebekka Ackers, Sarah Schmidt) | 3:38,16    |
| 4     | LT DSHS Köln II (Laura Sophie Großhaus, Lara Hoffmann, Felicitas Ulmer, Julia Bakker)    | 3:39,17    |
| 5     | LG Stadtwerke München (Christina Hering, Christine Gess, Katharina Trost, Mareen Kalis)  | 3:39,62    |
| 6     | LT DSHS Köln III (Sophie Gesche, Laura Gesche, Inga Reul, Laura Voß)                     | 3:47,34    |
| 7     | LG Nord Berlin (L. Seifert, I. Kuhn, Martha Sauter, Caterina Granz)                      | 3:47,69    |
| 8     | LG Kurpfalz (Clara Wollschläger, Anne Braun, Jennifer Matern, Anna Schumacher)           | 3:48,12    |

Datum: 22. Juli
Die Reihenfolge dieser Staffel wurde mittels zweier Zeitendläufe ermittelt.

### 3 × 800 m Staffel
| Platz | Verein, Besetzung                                                         | Zeit (min) |
| ----- | ------------------------------------------------------------------------- | ---------- |
| 1     | LG Stadtwerke München (Christine Gess, Katharina Trost, Mareen Kalis)     | 6:12,41    |
| 2     | TSV Bayer 04 Leverkusen I (Lena Klaassen, Rebekka Ackers, Sarah Schmidt)  | 6:12,86    |
| 3     | LG Nord Berlin (Isabella Kuhn, Martha Sauter, Caterina Granz)             | 6:17,47    |
| 4     | SG Schorndorf 1846 (Gina Daubenfeld, Anna Karina Becker, Hanna Klein)     | 6:28,32    |
| 5     | ASV Köln (Sarah Schmitz, Vera Coutellier, Christina Zwirner)              | 6:30,21    |
| 6     | LT DSHS Köln (Pia Malin Jensen, Marina Wrede, Linda Wrede)                | 6:30,72    |
| 7     | LG Region Karlsruhe (Sarah Hettich, Johanna Flacke, Jana Reinert)         | 6:35,84    |
| 8     | TSV Bayer 04 Leverkusen II (Fiona Kierdorf, Denise Krebs, Laura Vierbaum) | 6:37,17    |

Datum: 29. Juli
fand in Rostock im Rahmen der Deutschen Jugendmeisterschaften statt.

### 5000-m-Bahngehen
Die eigentlich für den 3. Juni vorgesehene Austragung des Bahngehens entfiel in diesem Jahr, weil sich kein Ausrichter fand.

### 20-km-Straßengehen
| Platz | Athletin, Verein                    | Zeit (h) |
| ----- | ----------------------------------- | -------- |
| 1     | Emilia Lehmeyer (Polizei SV Berlin) | 1:32:49  |
| 2     | Saskia Feige (SC Potsdam)           | 1:33:23  |
| 3     | Teresa Zurek (SC Potsdam)           | 1:33:30  |
| 4     | Kathrin Schulze (ASV Erfurt)        | 1:49:44  |
| 5     | Katrin Schusters (Gerresheimer TV)  | 1:57:30  |
| 6     | Linda Betto (TV Groß-Gerau)         | 2:12:41  |
| 7     | Antje Köhler (TV Bühlertal)         | 2:20:01  |
| 8     | Brigitte Patrzalek (TV Groß-Gerau)  | 2:21:23  |

Datum: 14. April
fand in Naumburg statt

### 20-km-Straßengehen, Mannschaftswertung
| Platz | Verein, Besetzung                                              | Zeit (h) |
| ----- | -------------------------------------------------------------- | -------- |
| 1     | TV Groß-Gerau (Linda Betto, Brigitte Patrzalek, Monika Müller) | 6:55:31  |

Datum: 14. April
fand in Naumburg statt
nur eine Mannschaft in der Wertung

### Hochsprung
| Platz | Athletin, Verein                             | Höhe (m) |
| ----- | -------------------------------------------- | -------- |
| 1     | Marie-Laurence Jungfleisch (VfB Stuttgart)   | 1,87     |
| 2     | Imke Onnen (Hannover 96)                     | 1,84     |
| 3     | Katarina Mögenburg (TSV Bayer 04 Leverkusen) | 1,80     |
| 4     | Lale Eden (Heidmühler FC)                    | 1,75     |
| 4     | Jossie Graumann (LG Nord Berlin)             | 1,75     |
| 4     | Anne Klebsch (LAZ Ludwigsburg)               | 1,75     |
| 4     | Mareike Max (SV Werder Bremen)               | 1,75     |
| 4     | Alexandra Plaza (LT DSHS Köln)               | 1,75     |

Datum: 21. Juli

### Stabhochsprung
| Platz | Athletin, Verein                               | Höhe (m) |
| ----- | ---------------------------------------------- | -------- |
| 1     | Jacqueline Otchere (MTG Mannheim)              | 4,45     |
| 2     | Stefanie Dauber (SSV Ulm 1846)                 | 4,45     |
| 3     | Friedelinde Petershofen (SC Potsdam)           | 4,35     |
| 4     | Carolin Hingst (TG Nieder-Ingelheim)           | 4,35     |
| 4     | Anjuli Knäsche (SG TSV Kronshagen / Kieler TB) | 4,35     |
| 6     | Regine Kramer (TSV Bayer 04 Leverkusen)        | 4,25     |
| 7     | Silke Spiegelburg (TSV Bayer 04 Leverkusen)    | 4,15     |
| 8     | Ria Möllers (TSV Bayer 04 Leverkusen)          | 4,15     |

Datum: 22. Juli

### Weitsprung
| Platz | Athletin, Verein                         | Weite (m) |
| ----- | ---------------------------------------- | --------- |
| 1     | Malaika Mihambo (LG Kurpfalz)            | 6,72      |
| 2     | Alexandra Wester (ASV Köln)              | 6,69      |
| 3     | Julia Gerter (LG Eintracht Frankfurt)    | 6,68      |
| 4     | Melanie Bauschke (LAC Olympia 88 Berlin) | 6,58      |
| 5     | Nadja Käther (Hamburger SV)              | 6,47      |
| 6     | Sosthene Moguenara (TV Wattenscheid 01)  | 6,45      |
| 7     | Sophie Weißenberg (SC Neubrandenburg)    | 6,35      |
| 8     | Klaudia Kaczmarek (LAZ Rhede)            | 6,05      |

Datum: 22. Juli

### Dreisprung
| Platz | Athletin, Verein                        | Weite (m) |
| ----- | --------------------------------------- | --------- |
| 1     | Neele Eckhardt (LG Göttingen)           | 14,21     |
| 2     | Kristin Gierisch (LAC Erdgas Chemnitz)  | 14,15     |
| 3     | Jessie Maduka (ART Düsseldorf)          | 13,74     |
| 4     | Birte Damerius (TSV Rudow 1888)         | 12,80     |
| 5     | Klaudia Kaczmarek (LAZ Rhede)           | 12,69     |
| 6     | Stefanie Kuhl (SC Potsdam)              | 12,46     |
| 7     | Sophie Ullrich (TG Hanau)               | 12,24     |
| 8     | Stefanie Aeschlimann (LAC Quelle Fürth) | 12,12     |

Datum: 21. Juli

### Kugelstoßen
| Platz | Athletin, Verein                       | Weite (m) |
| ----- | -------------------------------------- | --------- |
| 1     | Christina Schwanitz (LV 90 Erzgebirge) | 20,06     |
| 2     | Alina Kenzel (VfL Waiblingen)          | 18,21     |
| 3     | Sara Gambetta (SV Halle)               | 17,79     |
| 4     | Sarah Schmidt (LV 90 Erzgebirge)       | 17,17     |
| 5     | Katharina Maisch (TuS Metzingen)       | 17,13     |
| 6     | Julia Ritter (TV Wattenscheid 01)      | 17,00     |
| 7     | Josephine Terlecki (SV Halle)          | 16,90     |
| 8     | Yemisi Ogunleye (MTG Mannheim)         | 16,20     |

Datum: 20. Juli

### Diskuswurf
| Platz | Athletin, Verein                            | Weite (m) |
| ----- | ------------------------------------------- | --------- |
| 1     | Shanice Craft (MTG Mannheim)                | 62,91     |
| 2     | Nadine Müller (SV Halle)                    | 62,73     |
| 3     | Anna Rüh (SC Magdeburg)                     | 62,65     |
| 4     | Claudine Vita (SC Neubrandenburg)           | 62,63     |
| 5     | Julia Harting (SCC Berlin)                  | 61,63     |
| 6     | Kristin Pudenz (SC Potsdam)                 | 61,11     |
| 7     | Julia Ritter (TV Wattenscheid 01)           | 55,50     |
| 8     | Marike Steinacker (TSV Bayer 04 Leverkusen) | 54,30     |

Datum: 22. Juli

### Hammerwurf
| Platz | Athletin, Verein                                    | Weite (m) |
| ----- | --------------------------------------------------- | --------- |
| 1     | Kathrin Klaas (LG Eintracht Frankfurt)              | 66,08     |
| 2     | Susen Küster (TSV Bayer 04 Leverkusen)              | 65,09     |
| 3     | Charlene Woitha (SCC Berlin)                        | 64,92     |
| 4     | Sophie Gimmler (LC Rehlingen)                       | 62,34     |
| 5     | Carolin Paesler (TSV Bayer 04 Leverkusen)           | 61,92     |
| 6     | Michelle Döpke (TSV Bayer 04 Leverkusen)            | 60,94     |
| 7     | Katharina Mähring (LG Nord Berlin)                  | 60,71     |
| 8     | Sina Mai Holthuijsen (LAV Bayer Uerdingen/Dormagen) | 58,86     |

Datum: 21. Juli

### Speerwurf
| Platz | Athletin, Verein                            | Weite (m) |
| ----- | ------------------------------------------- | --------- |
| 1     | Christin Hussong (LAZ Zweibrücken)          | 63,54     |
| 2     | Katharina Molitor (TSV Bayer 04 Leverkusen) | 56,75     |
| 3     | Christina Kiffe (ASC Darmstadt)             | 54,45     |
| 4     | Annika Marie Fuchs (SC Potsdam)             | 52,97     |
| 5     | Dana Bergrath (TSV Bayer 04 Leverkusen)     | 52,15     |
| 6     | Christine Winkle (SC DHfK Leipzig)          | 51,60     |
| 7     | Carolin Schäfer (LG Eintracht Frankfurt)    | 50,28     |
| 8     | Franziska Mertens (TSV Hagen 1860)          | 47,80     |

Datum: 21. Juli

### Siebenkampf
| Platz | Athletin, Verein                       | Punkte |
| ----- | -------------------------------------- | ------ |
| 1     | Anna Maiwald (TSV Bayer 04 Leverkusen) | 5711   |
| 2     | Christina Kiffe (ASC Darmstadt)        | 5574   |
| 3     | Laura Voß (LT DSHS Köln)               | 5451   |
| 4     | Xenia Rahn (MTV Hansted)               | 5324   |
| 5     | Lisa Steinlage (LG Kreis Gütersloh)    | 5281   |
| 6     | Jana Mees (LG Steinlach-Zollern)       | 5229   |
| 7     | Malin Lobitz (Troisdorfer LG)          | 5094   |
| 8     | Anna-Lena Gamp (TV Lenzkirch)          | 5040   |

Datum: 25./26. August
fand in Wesel statt

### Siebenkampf, Mannschaftswertung
| Platz | Verein, Besetzung                                                      | Punkte |
| ----- | ---------------------------------------------------------------------- | ------ |
| 1     | LT DSHS Köln (Laura Voß, Claudia Mieke, Daya Södje)                    | 14.859 |
| 2     | LG Stadtwerke München (Jana Rieger, Julia Schneider, Carlotta Schraub) | 14.634 |
| 3     | MTV Lübeck (Janina Lange, Katharina Kemp, Jana Marketon)               | 14.355 |

Datum: 25./26. August
fand in Wesel statt
nur drei Mannschaften in der Wertung

### Crosslauf–5,2 km
| Platz | Athletin, Verein                                 | Zeit (min) |
| ----- | ------------------------------------------------ | ---------- |
| 1     | Elena Burkard (LG farbtex Nordschwarzwald)       | 17:33      |
| 2     | Alina Reh (SSV Ulm 1846)                         | 18:01      |
| 3     | Caterina Granz (LG Nord Berlin)                  | 18:29      |
| 4     | Jana Sussmann (Lauf Team Haspa Marathon Hamburg) | 18:40      |
| 5     | Domenika Mayer (LAC Quelle Fürth)                | 18:45      |
| 6     | Deborah Schöneborn (LG Nord Berlin)              | 18:48      |
| 7     | Miriam Dattke (LG Telis Finanz Regensburg)       | 18:56      |
| 8     | Franziska Reng (LG Telis Finanz Regensburg)      | 19:18      |

Datum: 10. März
fand in Ohrdruf statt

### Crosslauf–5,2 km, Mannschaftswertung
| Platz | Verein, Besetzung                                                            | Platzziffer / Zeit |
| ----- | ---------------------------------------------------------------------------- | ------------------ |
| 1     | LG Nord Berlin (Caterina Granz, Deborah Schöneborn, Carmen Schultze-Berndt)  | 028 / 057:29 min   |
| 2     | LG Telis Finanz Regensburg (Miriam Dattke, Franziska Reng, Marina Rappold)   | 032 / 058:19 min   |
| 3     | LG Region Karlsruhe (Sarah Hettich, Johanna Flacke, Melina Wolf)             | 077 / 1:01:34 h00  |
| 4     | LAC Quelle Fürth (Domenika Mayer, Gesa Bohn, Lisa Witzel)                    | 078 / 1:00:46 h00  |
| 5     | SG Wenden (Verena Schneider, Daniela Wurm, Stefanie Osthoff)                 | 085 / 1:01:57 h00  |
| 6     | LG Region Landshut (Regina Högl, Miriam Zirk, Julia Brugger)                 | 089 / 1:02:12 h00  |
| 7     | TG Viktoria Augsburg (Kerstin Hirscher, Stefanie Kirschey, Petra Stöckmann)  | 149 / 1:05:30 h00  |
| 8     | LAC Olympia 88 Berlin (Franziska Greinke, Hanna Tempelhagen, Fabienne Lipus) | 150 / 1:06:08 h00  |

Datum: 10. März
fand in Ohrdruf statt
Die Wertung erfolgte alleine über die Platzziffer.

### Berglauf,Brockenlauf–11,7 km
| Platz | Athletin, Verein                    | Zeit (min) |
| ----- | ----------------------------------- | ---------- |
| 1     | Lisa Oed (SSC Hanau-Rodenbach)      | 58:28      |
| 2     | Stefanie Doll (SV Kirchzarten)      | 59:19      |
| 3     | Sarah Kistner (MTV Kronberg Laufen) | 61:25      |
| 4     | Colett Rampf (VFL Rathenow)         | 61:41      |
| 5     | Melanie Noll (TuS Heltersberg)      | 62:56      |
| 6     | Nadine Noack (NSV Wernigerode)      | 63:50      |
| 7     | Simone Raatz (ASC Darmstadt)        | 64:40      |
| 8     | Julia Klein (SC DHfK Leipzig)       | 64:49      |

Datum: 1. September
fand in Ilsenburg statt

### Berglauf,Brockenlauf–11,7 km, Mannschaftswertung
| Platz | Verein, Besetzung                                                              | Zeit (h) |
| ----- | ------------------------------------------------------------------------------ | -------- |
| 1     | LG Brandenkopf (Anja Carlsohn, Franziska Schmieder, Ann-Cathrin Uhl)           | 3:29:14  |
| 2     | SSC Hanau-Rodenbach (Lisa Oed, Tatjana Rauhut, Angela Schick)                  | 3:29:43  |
| 3     | ASC Darmstadt (Simone Raatz, Alexandra Rechel, Stefanie Hock)                  | 3:34:58  |
| 4     | PTSV Rosenheim (Kristina Schollerer, Amelie Hofbauer, Mechthilde Bauer)        | 3:35:13  |
| 5     | NSV Wernigerode (Nadine Noack, Sabine Fleig, Solveig Siede)                    | 3:38:48  |
| 6     | GutsMuths-Rennsteiglaufverein (Nicole Kruhme, Anke Härtl, Henriette Thorhauer) | 3:49:35  |
| 7     | LG Welfen (Marie-Luise Heilig-Duventäster, Brigitte Hoffmann, Uschi Bergler)   | 3:54:58  |
| 8     | ASC Rosellen/Neuss (Tanja Karnofka, Dr. Tina Püthe, Nina Wimmer)               | 3:55:38  |

Datum: 1. September
fand in Ilsenburg statt